# Réseau de bus Pays Briard
Pour les articles homonymes, voir Pays briard (homonymie).
Le réseau de bus Pays Briard est un réseau de transports en commun par autobus circulant en Île-de-France, organisé par l'autorité organisatrice Île-de-France Mobilités. Il est exploité par le groupe Keolis à travers la société Keolis Portes et Val de Brie depuis le 1er janvier 2023.
Il se compose de 50 lignes qui desservent principalement l'ouest de la Seine-et-Marne et dans une moindre mesure le Val-de-Marne.

## Histoire
L'implantation dès 1946 de la société Les Cars Bizière en Seine-et-Marne, rachetée par le groupe Transdev en 2002 puis renommée Transdev N'4 Mobilités en 2007, développe à elle seule plusieurs réseaux de bus dans l'ouest du département. En effet, les réseaux Stigo (Syndicat de transports intercommunal de Gretz-Armainvilliers et Ozoir-la-Ferrière) et Sol'R desservaient respectivement la communauté de communes Les Portes Briardes Entre Villes et Forêts et la communauté de communes du Val Bréon dès 2005.
Les réseaux Yerres - Brie Centrale et Arlequin desservaient quant à eux respectivement le centre de la Seine-et-Marne et dans une moindre mesure le Val-de-Marne.
Plusieurs lignes de ces réseaux exploités en partie par la filiale Transdev N'4 Mobilités ont fusionné lors de la création du réseau de bus Pays Briard en date du 1er janvier 2023, date de début d'exploitation du réseau par le concurrent Keolis.

## Développement du réseau

### Lignes issues du réseau Sol'R

Logo de l'ancien réseau Sol'R.

Depuis le 2 septembre 2013, plusieurs courses supplémentaires en semaine ont été réparties sur les lignes 3, 7, 209, 309 et 409.
Le 1er septembre 2014, en raison des changements de sectorisation scolaire, la ligne 3 a vu sa course du matin doublée, et la ligne 409 a été renforcée avec deux courses supplémentaires le matin et une le mercredi midi.
Les lignes, au nombre de 13, étaient exploitées par Transdev Darche Gros et Transdev N'4 Mobilités et en service seulement du lundi au vendredi (à l’exception de la ligne 21, exploité également le samedi), avant leur transfert dans la nouvelle délégation de service public.

### Lignes issues du réseau Stigo

Logo de l'ancien réseau Stigo.

Le Stigo, (Syndicat de transports intercommunal de Gretz-Armainvilliers et Ozoir-la-Ferrière) est un ancien réseau de bus exploité par Transdev N'4 Mobilités, mis en service en 2010.
Le 7 novembre 2011, la ligne 11 est créée en assurant la liaison entre les communes d'Ozoir-la-Ferrière et de Gretz-Armainvilliers.
Depuis le 2 septembre 2013, à la suite de l'ouverture de deux divisions de seconde générale au lycée Clément-Ader à Tournan-en-Brie, la ligne 11 a vu l'extension de ses courses le soir au lycée sans l'ajout de courses supplémentaires. À cette même date, la ligne 201 est prolongée d'Ozoir-la-Ferrière jusqu'à Lésigny via Férolles-Attilly, ces communes ne disposant jusqu'alors que d'une offre de rabattement sur les établissements scolaires. Le prolongement de onze courses aux heures de pointe du matin et du soir et la création de huit courses aux heures creuses permettra de relier ces communes au pôle urbain et administratif d'Ozoir-la-Ferrière. Ce renfort a nécessité l'acquisition d'un bus standard.
Le 1er septembre 2014, à la suite de l'ouverture de deux classes au lycée Clément-Ader dans la commune de Tournan-en-Brie à la rentrée 2014, la ligne 11 voit la création entre Gretz-Armainvilliers et le lycée de Tournan-en-Brie d'un aller le matin et d'un retour le soir.
Le 8 janvier 2018, à l'occasion de la restructuration des lignes du réseau de bus Sit'bus, les lignes 8 et 202 sont supprimées et reprises en grande partie par la nouvelle ligne A. La ligne 203 est quant à elle absorbée par une modification d'itinéraire de la ligne 502.
Le 6 janvier 2020, la ligne 201 est scindée en deux lignes 200 et 201, la ligne 11 ne dessert plus Ozoir-la-Ferrière et le transport à la demande est mis en place.
Le 1er janvier 2023, Keolis reprend l'exploitation des 4 lignes de cet ancien réseau, et opère plusieurs changements, notamment l'extension de l'exploitation de certaines lignes en soirées.

### Lignes issues du réseau Yerres - Brie Centrale
Les lignes, au nombre de 16, étaient exploitées par Transdev Darche Gros et Transdev N'4 Mobilités.

### Lignes issues du réseau de bus Arlequin
Les lignes, au nombre de 8, étaient exploitées par quatre filiales du groupe Transdev : Transdev N'4 Mobilités, Transdev Darche Gros, Transdev SETRA et Transdev Saint-Fargeau-Ponthierry. Au 1er janvier 2023, seule la ligne 12 reste exploitée par Transdev car elle ne rentre pas dans la délégation de service public no 13.

### Ouverture à la concurrence
En raison de l'ouverture à la concurrence des transports en commun en Île-de-France, le réseau de bus Pays Briard est créé le 1er janvier 2023, correspondant à la délégation de service public no 13 établie par Île-de-France Mobilités. Un appel d'offres a donc été lancé par l'autorité organisatrice afin de désigner une entreprise qui exploitera le réseau pour une durée de six ans. C'est finalement Keolis, via sa filiale Keolis Portes et Val de Brie, qui a été désigné lors du conseil d'administration du 25 mai 2022.
À la date de son ouverture à la concurrence, le réseau se composait des lignes 11, 18, 200 et 201 de l'ancien réseau de bus Stigo, des lignes 3, 7, 10, 17, 21, 28 (abc), 33, 121, 209, 309 et 409 de l'ancien réseau de bus Sol'R, des lignes 4, 20, 23, 24, 32, 34 (ab), 35 (abcd), 37 (abc et rpi) de l'ancien réseau de bus Yerres - Brie Centrale, des lignes 5, 6, 7, 10, 14, 21 et 30 (abc) de l'ancien réseau de bus Arlequin, de la ligne 39 de l'ancien réseau de bus TRAMY, de la ligne 23 du Mobilien et de la ligne 16 du réseau de bus Seine-et-Marne Express. Le contrat comprend également la ligne N142 du réseau Noctilien.
Depuis la mise en place du réseau, de nombreux dysfonctionnements sont constatés par les usagers comme des départs non assurés et des conducteurs ne desservant pas certains arrêts, le tout s'ajoutant à la pénurie de conducteurs.
Le 4 septembre 2023, l'ancienne ligne 7 desservant Brie-Comte-Robert est scindée en cinq lignes numérotées 1, 2, 3S, 4S et 5S.

### Renumérotation et modification du réseau
Depuis le 17 février 2025, le réseau Pays applique le nouveau principe de numérotation régionale unique planifié par Île-de-France Mobilités, afin de supprimer les doublons. Les lignes de bus du réseau Pays Briard commenceront désormais par l'indicatif "31", suivi de deux chiffres ajoutés, et les lignes Express commenceront par le numéro du département auquel appartient le réseau, en l'occurrence le numéro "77" pour le département de la Seine-et-Marne, suivi de deux chiffres ajoutés.
La correspondance entre anciens et nouveaux numéros est la suivante :
| Ancien numéro | Nouveau numéro |
| ------------- | -------------- |
| 23            | 423            |
| 1             | 3101           |
| 2             | 3102           |
| 3             | 3103           |
| 4             | 3104           |
| 5             | 3105           |
| 6             | 3106           |
| 7             | 3107           |
| 3S            | 3108           |
| 209           | 3109           |
| 10            | 3110           |
| 11            | 3111           |
| 11            | 3112           |
| 11            | 3113           |
| 14            | 3114           |
| 121           | 3115           |
| 11S           | 3116           |
| 17            | 3117           |
| 18            | 3118           |
| 21°           | 3119           |
| 20            | 3120           |
| 21            | 3121           |
| 28B           | 3122           |
| 23°           | 3123           |
| 24            | 3124           |
| 28C           | 3125           |
| 30B           | 3126           |
| 30C           | 3127           |
| 28A           | 3128           |
| 34B           | 3129           |
| 30A           | 3130           |
| 35B           | 3131           |
| 32            | 3132           |
| 33            | 3133           |
| 34A           | 3134           |
| 35A           | 3135           |
| 35C           | 3136           |
| 37A           | 3137           |
| 35D           | 3138           |
| 39            | 3139           |
| 37B           | 3140           |
| 4S            | 3141           |
| 5S            | 3142           |
| 37C           | 3143           |
| 200           | 3144           |
| 201           | 3145           |
| 309           | 3146           |
| 409           | 3147           |
| 10°           | 3148           |
| 16            | 7716           |

Les Bus de Soirée et le Noctilien N142 conservent leurs numérotations.

#### Modifications
La ligne 11, qui avait jusqu'alors 3 itinéraires différents, est remplacée par trois nouvelles lignes, pour plus de lisibilité :
- Ligne 3111 : elle permettra le rabattement vers la gare de Gretz-Armainvilliers pour les quartiers situés au sud de la gare;
- Ligne 3112 : elle rejoindra les gares de Gretz-Armainvilliers et Tournan-en-Brie et desservira le centre-ville de Gretz-Armainvilliers et le quartier du Vieux Moulin;
- Ligne 3113 : elle assurera la desserte de la zone d’activités Gilbert PILLET de Gretz-Armainvilliers.

Les Transports à la Demande (TàD) sont aussi modifiés :
- Les TàD des lignes 7 et 11, qui desservaient distinctement les communes de Tournan-en-Brie et de Gretz-Armainvilliers, fusionnent en un seul service TàD nommé "Gretz - Tournan", afin desservir l'ensemble des arrêts de ces deux lignes sur les deux communes, de 9h à 17h, c'est-à-dire en heure creuse;
- Le TàD de la ligne 200 est renuméroté TàD 3144 et desservira tous les arrêts de la ligne du même nom en heure creuse;
- Le TàD "Fontenay-Trésigny - Serris" est renuméroté TàD 3149.

## Lignes du réseau

### Lignes de 420 à 429
| Ligne | Caractéristiques | Caractéristiques                                                               | Caractéristiques                                                               | Caractéristiques                                                               | Caractéristiques                                                               | Caractéristiques                                                               | Caractéristiques                                                               | Caractéristiques                                                               | Caractéristiques                                                               |
| 423   | Créteil — Préfecture du Val-de-Marne ⥋ Brie-Comte-Robert — Stade Lucien Destal | Créteil — Préfecture du Val-de-Marne ⥋ Brie-Comte-Robert — Stade Lucien Destal | Créteil — Préfecture du Val-de-Marne ⥋ Brie-Comte-Robert — Stade Lucien Destal | Créteil — Préfecture du Val-de-Marne ⥋ Brie-Comte-Robert — Stade Lucien Destal | Créteil — Préfecture du Val-de-Marne ⥋ Brie-Comte-Robert — Stade Lucien Destal | Créteil — Préfecture du Val-de-Marne ⥋ Brie-Comte-Robert — Stade Lucien Destal | Créteil — Préfecture du Val-de-Marne ⥋ Brie-Comte-Robert — Stade Lucien Destal | Créteil — Préfecture du Val-de-Marne ⥋ Brie-Comte-Robert — Stade Lucien Destal | Créteil — Préfecture du Val-de-Marne ⥋ Brie-Comte-Robert — Stade Lucien Destal |
| ----- | --- | ------------------------------------------------------------------------------ | ------------------------------------------------------------------------------ | ------------------------------------------------------------------------------ | ------------------------------------------------------------------------------ | ------------------------------------------------------------------------------ | ------------------------------------------------------------------------------ | ------------------------------------------------------------------------------ | ------------------------------------------------------------------------------ |
| 423   | Ouverture / Fermeture — / — | Longueur —                                                                     | Durée 60 min                                                                   | Nb. d’arrêts 37                                                                | Matériel Standard Articulé                                                     | Jours de fonctionnement L, Ma, Me, J, V, S, D                                  | Jour / Soir / Nuit / Fêtes O / O / N / O                                       | Voy. / an —                                                                    | Dépôt Brie-Comte-Robert                                                        |
| 423   | Desserte : - Villes et lieux desservis : Créteil (Centre Commercial Créteil Soleil, Bonneuil-sur-Marne, Boissy-Saint-Léger, Limeil-Brévannes, Villecresnes, Mandres-les-Roses, Périgny et Brie-Comte-Robert. - Gares et stations desservies : Créteil - Préfecture via Créteil Soleil (Ligne 8), Pointe du Lac (Ligne 8) et Boissy-Saint-Léger (RER A). |                                                                                |                                                                                |                                                                                |                                                                                |                                                                                |                                                                                |                                                                                |                                                                                |
| 423   | Autre : - Zones traversées : 3 à 5. - Arrêts non accessibles aux UFR : — - Amplitudes horaires : |                                                                                |                                                                                |                                                                                |                                                                                |                                                                                |                                                                                |                                                                                |                                                                                |
| 423   | Dernière actualisation : 15 mars 2025 |                                                                                |                                                                                |                                                                                |                                                                                |                                                                                |                                                                                |                                                                                |                                                                                |

### Lignes de 3101 à 3109
| Ligne | Caractéristiques | Caractéristiques | Caractéristiques | Caractéristiques | Caractéristiques | Caractéristiques | Caractéristiques | Caractéristiques | Caractéristiques |
| 3101  | Gare de Combs-la-Ville - Quincy ⥋ Brie-Comte-Robert — Ambroise Paré | Gare de Combs-la-Ville - Quincy ⥋ Brie-Comte-Robert — Ambroise Paré                                                                                            | Gare de Combs-la-Ville - Quincy ⥋ Brie-Comte-Robert — Ambroise Paré                                                                                            | Gare de Combs-la-Ville - Quincy ⥋ Brie-Comte-Robert — Ambroise Paré                                                                                            | Gare de Combs-la-Ville - Quincy ⥋ Brie-Comte-Robert — Ambroise Paré                                                                                            | Gare de Combs-la-Ville - Quincy ⥋ Brie-Comte-Robert — Ambroise Paré                                                                                            | Gare de Combs-la-Ville - Quincy ⥋ Brie-Comte-Robert — Ambroise Paré                                                                                            | Gare de Combs-la-Ville - Quincy ⥋ Brie-Comte-Robert — Ambroise Paré                                                                                            | Gare de Combs-la-Ville - Quincy ⥋ Brie-Comte-Robert — Ambroise Paré                                                                                            |
| ----- | --- | --- | --- | --- | --- | --- | --- | --- | --- |
| 3101  | Ouverture / Fermeture Septembre 2023 / — | Longueur — | Durée 25-30 min | Nb. d’arrêts 19 | Matériel Autocars Standard | Jours de fonctionnement L, Ma, Me, J, V, S | Jour / Soir / Nuit / Fêtes O / O / N / N | Voy. / an — | Dépôt Brie-Comte-Robert |
| 3101  | Desserte : - Villes et lieux desservis : Combs-la-Ville et Brie-Comte-Robert - Gare desservie : Combs-la-Ville - Quincy (RER D).                                                         | | | | | | | | |
| 3101  | Autre : - Zone traversée : 5. - Arrêts non accessibles aux UFR : — - Amplitudes horaires : - Particularités :                                                                            | | | | | | | | |
| 3101  | Dernière actualisation : 15 mars 2025 | | | | | | | | |
| 3102  | Gare de Combs-la-Ville - Quincy ⥋ Servon — Centre Commercial Eden | Gare de Combs-la-Ville - Quincy ⥋ Servon — Centre Commercial Eden                                                                                              | Gare de Combs-la-Ville - Quincy ⥋ Servon — Centre Commercial Eden                                                                                              | Gare de Combs-la-Ville - Quincy ⥋ Servon — Centre Commercial Eden                                                                                              | Gare de Combs-la-Ville - Quincy ⥋ Servon — Centre Commercial Eden                                                                                              | Gare de Combs-la-Ville - Quincy ⥋ Servon — Centre Commercial Eden                                                                                              | Gare de Combs-la-Ville - Quincy ⥋ Servon — Centre Commercial Eden                                                                                              | Gare de Combs-la-Ville - Quincy ⥋ Servon — Centre Commercial Eden                                                                                              | Gare de Combs-la-Ville - Quincy ⥋ Servon — Centre Commercial Eden                                                                                              |
| 3102  | Ouverture / Fermeture Septembre 2023 / — | Longueur — | Durée 30-50 min | Nb. d’arrêts 24 | Matériel Autocars Standard | Jours de fonctionnement L, Ma, Me, J, V, S | Jour / Soir / Nuit / Fêtes O / O / N / N | Voy. / an — | Dépôt Brie-Comte-Robert |
| 3102  | Desserte : - Villes et lieux desservis : Combs-la-Ville et Brie-Comte-Robert. - Gare desservie : Combs-la-Ville - Quincy (RER D).                                                        | | | | | | | | |
| 3102  | Autre : - Zone traversée : 5. - Arrêts non accessibles aux UFR : — - Amplitudes horaires : - Particularités :                                                                            | | | | | | | | |
| 3102  | Dernière actualisation : 15 mars 2025 | | | | | | | | |
| 3103  | Gare de Tournan / Gare de Gretz-Armainvilliers ⥋ Gretz-Armainvilliers — Saint-Eloi / Presles-en-Brie — Maurice André ou Marsange 2                                                       | Gare de Tournan / Gare de Gretz-Armainvilliers ⥋ Gretz-Armainvilliers — Saint-Eloi / Presles-en-Brie — Maurice André ou Marsange 2                             | Gare de Tournan / Gare de Gretz-Armainvilliers ⥋ Gretz-Armainvilliers — Saint-Eloi / Presles-en-Brie — Maurice André ou Marsange 2                             | Gare de Tournan / Gare de Gretz-Armainvilliers ⥋ Gretz-Armainvilliers — Saint-Eloi / Presles-en-Brie — Maurice André ou Marsange 2                             | Gare de Tournan / Gare de Gretz-Armainvilliers ⥋ Gretz-Armainvilliers — Saint-Eloi / Presles-en-Brie — Maurice André ou Marsange 2                             | Gare de Tournan / Gare de Gretz-Armainvilliers ⥋ Gretz-Armainvilliers — Saint-Eloi / Presles-en-Brie — Maurice André ou Marsange 2                             | Gare de Tournan / Gare de Gretz-Armainvilliers ⥋ Gretz-Armainvilliers — Saint-Eloi / Presles-en-Brie — Maurice André ou Marsange 2                             | Gare de Tournan / Gare de Gretz-Armainvilliers ⥋ Gretz-Armainvilliers — Saint-Eloi / Presles-en-Brie — Maurice André ou Marsange 2                             | Gare de Tournan / Gare de Gretz-Armainvilliers ⥋ Gretz-Armainvilliers — Saint-Eloi / Presles-en-Brie — Maurice André ou Marsange 2                             |
| 3103  | Ouverture / Fermeture — / — | Longueur — | Durée 10-25 min | Nb. d’arrêts 20 | Matériel Autocars | Jours de fonctionnement L, Ma, Me, J, V | Jour / Soir / Nuit / Fêtes O / N / N / N | Voy. / an — | Dépôt Gretz-Armainvilliers |
| 3103  | Desserte : - Villes et lieux desservis : Gretz-Armainvilliers, Tournan-en-Brie et Presles-en-Brie. - Gares desservies : Gretz-Armainvilliers (RER E) et Tournan (RER E et Transilien P). | | | | | | | | |
| 3103  | Autre : - Zone traversée : 5. - Arrêts non accessibles aux UFR : — - Amplitudes horaires : - Particularités :                                                                            | | | | | | | | |
| 3103  | Dernière actualisation : 15 mars 2025 | | | | | | | | |
| 3104  | Verneuil-l'Etang — Collège Charles Péguy ⥋ Chaumes-en-Brie — Route Ferme d'Arcy ou Forest Ferme                                                                                          | Verneuil-l'Etang — Collège Charles Péguy ⥋ Chaumes-en-Brie — Route Ferme d'Arcy ou Forest Ferme                                                                | Verneuil-l'Etang — Collège Charles Péguy ⥋ Chaumes-en-Brie — Route Ferme d'Arcy ou Forest Ferme                                                                | Verneuil-l'Etang — Collège Charles Péguy ⥋ Chaumes-en-Brie — Route Ferme d'Arcy ou Forest Ferme                                                                | Verneuil-l'Etang — Collège Charles Péguy ⥋ Chaumes-en-Brie — Route Ferme d'Arcy ou Forest Ferme                                                                | Verneuil-l'Etang — Collège Charles Péguy ⥋ Chaumes-en-Brie — Route Ferme d'Arcy ou Forest Ferme                                                                | Verneuil-l'Etang — Collège Charles Péguy ⥋ Chaumes-en-Brie — Route Ferme d'Arcy ou Forest Ferme                                                                | Verneuil-l'Etang — Collège Charles Péguy ⥋ Chaumes-en-Brie — Route Ferme d'Arcy ou Forest Ferme                                                                | Verneuil-l'Etang — Collège Charles Péguy ⥋ Chaumes-en-Brie — Route Ferme d'Arcy ou Forest Ferme                                                                |
| 3104  | Ouverture / Fermeture — / — | Longueur — | Durée 15-25 min | Nb. d’arrêts 10 | Matériel Autocars | Jours de fonctionnement L, Ma, Me, J, V | Jour / Soir / Nuit / Fêtes O / N / N / N | Voy. / an — | Dépôt Guignes Nangis |
| 3104  | Desserte : - Villes et lieux desservis : Verneuil-l'Etang, Beauvoir, Argentières et Chaumes-en-Brie - Gare desservie :                                                                   | | | | | | | | |
| 3104  | Autre : - Zone traversée : 5 - Arrêts non accessibles aux UFR : - Amplitudes horaires :                                                                                                  | | | | | | | | |
| 3104  | Dernière actualisation : 15 mars 2025 | | | | | | | | |
| 3105  | Ozoir-la-Ferrière — Collège Gérard Philipe ⥋ Évry-Grégy-sur-Yerre — Grégy / Solers — Champs au Maigre                                                                                    | Ozoir-la-Ferrière — Collège Gérard Philipe ⥋ Évry-Grégy-sur-Yerre — Grégy / Solers — Champs au Maigre                                                          | Ozoir-la-Ferrière — Collège Gérard Philipe ⥋ Évry-Grégy-sur-Yerre — Grégy / Solers — Champs au Maigre                                                          | Ozoir-la-Ferrière — Collège Gérard Philipe ⥋ Évry-Grégy-sur-Yerre — Grégy / Solers — Champs au Maigre                                                          | Ozoir-la-Ferrière — Collège Gérard Philipe ⥋ Évry-Grégy-sur-Yerre — Grégy / Solers — Champs au Maigre                                                          | Ozoir-la-Ferrière — Collège Gérard Philipe ⥋ Évry-Grégy-sur-Yerre — Grégy / Solers — Champs au Maigre                                                          | Ozoir-la-Ferrière — Collège Gérard Philipe ⥋ Évry-Grégy-sur-Yerre — Grégy / Solers — Champs au Maigre                                                          | Ozoir-la-Ferrière — Collège Gérard Philipe ⥋ Évry-Grégy-sur-Yerre — Grégy / Solers — Champs au Maigre                                                          | Ozoir-la-Ferrière — Collège Gérard Philipe ⥋ Évry-Grégy-sur-Yerre — Grégy / Solers — Champs au Maigre                                                          |
| 3105  | Ouverture / Fermeture — / — | Longueur — | Durée 60 min | Nb. d’arrêts 17 | Matériel Autocars | Jours de fonctionnement L, Ma, Me, J, V | Jour / Soir / Nuit / Fêtes O / N / N / N | Voy. / an — | Dépôt Gretz-Armainvilliers |
| 3105  | Desserte : - Villes et lieux desservis : Ozoir-la-Ferrière, Coubert, Solers, Soignolles-en-Brie et Évry-Grégy-sur-Yerre - Gares desservies :                                             | | | | | | | | |
| 3105  | Autre : - Zone traversée : 5. - Arrêts non accessibles aux UFR : — - Amplitudes horaires : - Particularités :                                                                            | | | | | | | | |
| 3105  | Dernière actualisation : 15 mars 2025 | | | | | | | | |
| 3106  | Melun — Quai de la Courtille ⥋ Brie-Comte-Robert — Rendez-vous Château ou Lycée Blaise Pascal / Chevry-Cossigny — Cossigny                                                               | Melun — Quai de la Courtille ⥋ Brie-Comte-Robert — Rendez-vous Château ou Lycée Blaise Pascal / Chevry-Cossigny — Cossigny                                     | Melun — Quai de la Courtille ⥋ Brie-Comte-Robert — Rendez-vous Château ou Lycée Blaise Pascal / Chevry-Cossigny — Cossigny                                     | Melun — Quai de la Courtille ⥋ Brie-Comte-Robert — Rendez-vous Château ou Lycée Blaise Pascal / Chevry-Cossigny — Cossigny                                     | Melun — Quai de la Courtille ⥋ Brie-Comte-Robert — Rendez-vous Château ou Lycée Blaise Pascal / Chevry-Cossigny — Cossigny                                     | Melun — Quai de la Courtille ⥋ Brie-Comte-Robert — Rendez-vous Château ou Lycée Blaise Pascal / Chevry-Cossigny — Cossigny                                     | Melun — Quai de la Courtille ⥋ Brie-Comte-Robert — Rendez-vous Château ou Lycée Blaise Pascal / Chevry-Cossigny — Cossigny                                     | Melun — Quai de la Courtille ⥋ Brie-Comte-Robert — Rendez-vous Château ou Lycée Blaise Pascal / Chevry-Cossigny — Cossigny                                     | Melun — Quai de la Courtille ⥋ Brie-Comte-Robert — Rendez-vous Château ou Lycée Blaise Pascal / Chevry-Cossigny — Cossigny                                     |
| 3106  | Ouverture / Fermeture — / — | Longueur — | Durée 45-75 min | Nb. d’arrêts 29 | Matériel Autocars Standard | Jours de fonctionnement L, Ma, Me, J, V, S | Jour / Soir / Nuit / Fêtes O / N / N / N | Voy. / an — | Dépôt Brie-Comte-Robert |
| 3106  | Desserte : - Villes et lieux desservis : Melun, Évry-Grégy-sur-Yerre, Brie-Comte-Robert et Chevry-Cossigny. - Gares desservies :                                                         | | | | | | | | |
| 3106  | Autre : - Zone traversée : 5. - Arrêts non accessibles aux UFR : — - Amplitudes horaires :                                                                                               | | | | | | | | |
| 3106  | Dernière actualisation : 15 mars 2025 | | | | | | | | |
| 3107  | Gare de Tournan ⥋ Tournan-en-Brie — Collège Vermay ou PSR ou Rue de Villé | Gare de Tournan ⥋ Tournan-en-Brie — Collège Vermay ou PSR ou Rue de Villé                                                                                      | Gare de Tournan ⥋ Tournan-en-Brie — Collège Vermay ou PSR ou Rue de Villé                                                                                      | Gare de Tournan ⥋ Tournan-en-Brie — Collège Vermay ou PSR ou Rue de Villé                                                                                      | Gare de Tournan ⥋ Tournan-en-Brie — Collège Vermay ou PSR ou Rue de Villé                                                                                      | Gare de Tournan ⥋ Tournan-en-Brie — Collège Vermay ou PSR ou Rue de Villé                                                                                      | Gare de Tournan ⥋ Tournan-en-Brie — Collège Vermay ou PSR ou Rue de Villé                                                                                      | Gare de Tournan ⥋ Tournan-en-Brie — Collège Vermay ou PSR ou Rue de Villé                                                                                      | Gare de Tournan ⥋ Tournan-en-Brie — Collège Vermay ou PSR ou Rue de Villé                                                                                      |
| 3107  | Ouverture / Fermeture — / — | Longueur — | Durée 20-25 min | Nb. d’arrêts 17 | Matériel — | Jours de fonctionnement L, Ma, Me, J, V | Jour / Soir / Nuit / Fêtes O / N / N / N | Voy. / an — | Dépôt Gretz-Armainvilliers |
| 3107  | Desserte : - Villes et lieux desservis : Tournan-en-Brie - Gares desservies : Tournan (RER E et Transilien P)                                                                            | | | | | | | | |
| 3107  | Autre : - Zone traversée : 5. - Arrêts non accessibles aux UFR : — - Amplitudes horaires : - Particularités :                                                                            | | | | | | | | |
| 3107  | Dernière actualisation : 15 mars 2025 | | | | | | | | |
| 3108  | Brie-Comte-Robert — Ambroise Paré ou Lycée Blaise Pascal / Grisy-Suisnes — Village ⥋ Gare de Combs-la-Ville - Quincy / Brie-Comte-Robert — Lycée Blaise Pascal                           | Brie-Comte-Robert — Ambroise Paré ou Lycée Blaise Pascal / Grisy-Suisnes — Village ⥋ Gare de Combs-la-Ville - Quincy / Brie-Comte-Robert — Lycée Blaise Pascal | Brie-Comte-Robert — Ambroise Paré ou Lycée Blaise Pascal / Grisy-Suisnes — Village ⥋ Gare de Combs-la-Ville - Quincy / Brie-Comte-Robert — Lycée Blaise Pascal | Brie-Comte-Robert — Ambroise Paré ou Lycée Blaise Pascal / Grisy-Suisnes — Village ⥋ Gare de Combs-la-Ville - Quincy / Brie-Comte-Robert — Lycée Blaise Pascal | Brie-Comte-Robert — Ambroise Paré ou Lycée Blaise Pascal / Grisy-Suisnes — Village ⥋ Gare de Combs-la-Ville - Quincy / Brie-Comte-Robert — Lycée Blaise Pascal | Brie-Comte-Robert — Ambroise Paré ou Lycée Blaise Pascal / Grisy-Suisnes — Village ⥋ Gare de Combs-la-Ville - Quincy / Brie-Comte-Robert — Lycée Blaise Pascal | Brie-Comte-Robert — Ambroise Paré ou Lycée Blaise Pascal / Grisy-Suisnes — Village ⥋ Gare de Combs-la-Ville - Quincy / Brie-Comte-Robert — Lycée Blaise Pascal | Brie-Comte-Robert — Ambroise Paré ou Lycée Blaise Pascal / Grisy-Suisnes — Village ⥋ Gare de Combs-la-Ville - Quincy / Brie-Comte-Robert — Lycée Blaise Pascal | Brie-Comte-Robert — Ambroise Paré ou Lycée Blaise Pascal / Grisy-Suisnes — Village ⥋ Gare de Combs-la-Ville - Quincy / Brie-Comte-Robert — Lycée Blaise Pascal |
| 3108  | Ouverture / Fermeture — / — | Longueur — | Durée 25-30 min | Nb. d’arrêts 39 | Matériel — | Jours de fonctionnement L, Ma, Me, J, V | Jour / Soir / Nuit / Fêtes O / N / N / N | Voy. / an — | Dépôt — |
| 3108  | Desserte : - Villes et lieux desservis : Combs-la-Ville, Brie-Comte-Robert et Grisy-Suisnes. - Gares desservies : Combs-la-Ville - Quincy (RER D)                                        | | | | | | | | |
| 3108  | Autre : - Zone traversée : 5. - Arrêts non accessibles aux UFR : — - Amplitudes horaires : - Particularités :                                                                            | | | | | | | | |
| 3108  | Dernière actualisation : 15 mars 2025 | | | | | | | | |
| 3109  | Gare de Tournan / Tournan-en-Brie — Lycée Clément Ader ⥋ Neufmoutiers-en-Brie — Salle des Fêtes / Les Chapelles-Bourbon — Maison des Associations                                        | Gare de Tournan / Tournan-en-Brie — Lycée Clément Ader ⥋ Neufmoutiers-en-Brie — Salle des Fêtes / Les Chapelles-Bourbon — Maison des Associations              | Gare de Tournan / Tournan-en-Brie — Lycée Clément Ader ⥋ Neufmoutiers-en-Brie — Salle des Fêtes / Les Chapelles-Bourbon — Maison des Associations              | Gare de Tournan / Tournan-en-Brie — Lycée Clément Ader ⥋ Neufmoutiers-en-Brie — Salle des Fêtes / Les Chapelles-Bourbon — Maison des Associations              | Gare de Tournan / Tournan-en-Brie — Lycée Clément Ader ⥋ Neufmoutiers-en-Brie — Salle des Fêtes / Les Chapelles-Bourbon — Maison des Associations              | Gare de Tournan / Tournan-en-Brie — Lycée Clément Ader ⥋ Neufmoutiers-en-Brie — Salle des Fêtes / Les Chapelles-Bourbon — Maison des Associations              | Gare de Tournan / Tournan-en-Brie — Lycée Clément Ader ⥋ Neufmoutiers-en-Brie — Salle des Fêtes / Les Chapelles-Bourbon — Maison des Associations              | Gare de Tournan / Tournan-en-Brie — Lycée Clément Ader ⥋ Neufmoutiers-en-Brie — Salle des Fêtes / Les Chapelles-Bourbon — Maison des Associations              | Gare de Tournan / Tournan-en-Brie — Lycée Clément Ader ⥋ Neufmoutiers-en-Brie — Salle des Fêtes / Les Chapelles-Bourbon — Maison des Associations              |
| 3109  | Ouverture / Fermeture — / — | Longueur — | Durée 15-20 min | Nb. d’arrêts 7 | Matériel — | Jours de fonctionnement L, Ma, Me, J, V | Jour / Soir / Nuit / Fêtes O / N / N / N | Voy. / an — | Dépôt — |
| 3109  | Desserte : - Villes et lieux desservis : Tournan-en-Brie, Neufmoutiers-en-Brie et Les Chapelles-Bourbon. - Gares desservies : Tournan (RER E et Transilien)                              | | | | | | | | |
| 3109  | Autre : - Zone traversée : 5. - Arrêts non accessibles aux UFR : — - Amplitudes horaires : - Particularités :                                                                            | | | | | | | | |
| 3109  | Dernière actualisation : 15 mars 2025 | | | | | | | | |

### Lignes de 3110 à 3119
| Ligne | Caractéristiques | Caractéristiques | Caractéristiques | Caractéristiques | Caractéristiques | Caractéristiques | Caractéristiques | Caractéristiques | Caractéristiques |
| 3110  | Gare de Marles-en-Brie / Marles-en-Brie — Caron ⥋ Fontenay-Trésigny — Collège Mallarmé / Rozay-en-Brie — Lycée La Tour des Dames / Eglise de Courpalay | Gare de Marles-en-Brie / Marles-en-Brie — Caron ⥋ Fontenay-Trésigny — Collège Mallarmé / Rozay-en-Brie — Lycée La Tour des Dames / Eglise de Courpalay | Gare de Marles-en-Brie / Marles-en-Brie — Caron ⥋ Fontenay-Trésigny — Collège Mallarmé / Rozay-en-Brie — Lycée La Tour des Dames / Eglise de Courpalay | Gare de Marles-en-Brie / Marles-en-Brie — Caron ⥋ Fontenay-Trésigny — Collège Mallarmé / Rozay-en-Brie — Lycée La Tour des Dames / Eglise de Courpalay | Gare de Marles-en-Brie / Marles-en-Brie — Caron ⥋ Fontenay-Trésigny — Collège Mallarmé / Rozay-en-Brie — Lycée La Tour des Dames / Eglise de Courpalay | Gare de Marles-en-Brie / Marles-en-Brie — Caron ⥋ Fontenay-Trésigny — Collège Mallarmé / Rozay-en-Brie — Lycée La Tour des Dames / Eglise de Courpalay | Gare de Marles-en-Brie / Marles-en-Brie — Caron ⥋ Fontenay-Trésigny — Collège Mallarmé / Rozay-en-Brie — Lycée La Tour des Dames / Eglise de Courpalay | Gare de Marles-en-Brie / Marles-en-Brie — Caron ⥋ Fontenay-Trésigny — Collège Mallarmé / Rozay-en-Brie — Lycée La Tour des Dames / Eglise de Courpalay | Gare de Marles-en-Brie / Marles-en-Brie — Caron ⥋ Fontenay-Trésigny — Collège Mallarmé / Rozay-en-Brie — Lycée La Tour des Dames / Eglise de Courpalay |
| ----- | --- | --- | --- | --- | --- | --- | --- | --- | --- |
| 3110  | Ouverture / Fermeture — / — | Longueur — | Durée 10-35 min | Nb. d’arrêts 18 | Matériel — | Jours de fonctionnement L, Ma, Me, J, V | Jour / Soir / Nuit / Fêtes O / N / N / N | Voy. / an — | Dépôt Rozay-en-Brie |
| 3110  | Desserte : - Villes et lieux desservis : La Houssaye-en-Brie, Marles-en-Brie, Fontenay-Trésigny, Bernay-Vilbert, Rozay-en-Brie et Courpalay - Gare desservie : Marles-en-Brie (Transilien P).                                                                                             | | | | | | | | |
| 3110  | Autre : - Zone traversée : 5. - Arrêts non accessibles aux UFR : — - Amplitudes horaires : | | | | | | | | |
| 3110  | Dernière actualisation : 15 mars 2025 | | | | | | | | |
| 3111  | (Circulaire) ⥋ Gare de Gretz-Armainvilliers via Victor Hugo | (Circulaire) ⥋ Gare de Gretz-Armainvilliers via Victor Hugo                                                                                            | (Circulaire) ⥋ Gare de Gretz-Armainvilliers via Victor Hugo                                                                                            | (Circulaire) ⥋ Gare de Gretz-Armainvilliers via Victor Hugo                                                                                            | (Circulaire) ⥋ Gare de Gretz-Armainvilliers via Victor Hugo                                                                                            | (Circulaire) ⥋ Gare de Gretz-Armainvilliers via Victor Hugo                                                                                            | (Circulaire) ⥋ Gare de Gretz-Armainvilliers via Victor Hugo                                                                                            | (Circulaire) ⥋ Gare de Gretz-Armainvilliers via Victor Hugo                                                                                            | (Circulaire) ⥋ Gare de Gretz-Armainvilliers via Victor Hugo                                                                                            |
| 3111  | Ouverture / Fermeture — / — | Longueur — | Durée 10-12 min | Nb. d’arrêts 10 | Matériel — | Jours de fonctionnement L, Ma, Me, J, V | Jour / Soir / Nuit / Fêtes O / N / N / N | Voy. / an — | Dépôt Gretz-Armainvilliers |
| 3111  | Desserte : - Villes et lieux desservis : Gretz-Armainvilliers - Gares desservies : Gretz-Armainvilliers (RER E et Transilien P). | | | | | | | | |
| 3111  | Autre : - Zone traversée : 5 - Arrêts non accessibles aux UFR : - Amplitudes horaires : - Particularités : | | | | | | | | |
| 3111  | Dernière actualisation : 17 mars 2025 | | | | | | | | |
| 3112  | Gare de Gretz-Armainvilliers ⥋ Gare de Tournan | Gare de Gretz-Armainvilliers ⥋ Gare de Tournan | Gare de Gretz-Armainvilliers ⥋ Gare de Tournan | Gare de Gretz-Armainvilliers ⥋ Gare de Tournan | Gare de Gretz-Armainvilliers ⥋ Gare de Tournan | Gare de Gretz-Armainvilliers ⥋ Gare de Tournan | Gare de Gretz-Armainvilliers ⥋ Gare de Tournan | Gare de Gretz-Armainvilliers ⥋ Gare de Tournan | Gare de Gretz-Armainvilliers ⥋ Gare de Tournan |
| 3112  | Ouverture / Fermeture — / — | Longueur — | Durée 8-10 min | Nb. d’arrêts 6 | Matériel — | Jours de fonctionnement L, Ma, Me, J, V | Jour / Soir / Nuit / Fêtes O / N / N / N | Voy. / an — | Dépôt Gretz-Armainvilliers |
| 3112  | Desserte : - Villes et lieux desservis : Gretz-Armainvilliers et Tournan-en-Brie - Stations et gare desservies : Gretz-Armainvilliers (RER E) et Tournan (RER E) | | | | | | | | |
| 3112  | Autre : - Zones traversées : 5 - Arrêts non accessibles aux UFR : — - Amplitudes horaires : | | | | | | | | |
| 3112  | Dernière actualisation : 17 mars 2025 | | | | | | | | |
| 3113  | Gare de Tournan ⥋ Gretz-Armainvilliers — Saint-Eloi | Gare de Tournan ⥋ Gretz-Armainvilliers — Saint-Eloi | Gare de Tournan ⥋ Gretz-Armainvilliers — Saint-Eloi | Gare de Tournan ⥋ Gretz-Armainvilliers — Saint-Eloi | Gare de Tournan ⥋ Gretz-Armainvilliers — Saint-Eloi | Gare de Tournan ⥋ Gretz-Armainvilliers — Saint-Eloi | Gare de Tournan ⥋ Gretz-Armainvilliers — Saint-Eloi | Gare de Tournan ⥋ Gretz-Armainvilliers — Saint-Eloi | Gare de Tournan ⥋ Gretz-Armainvilliers — Saint-Eloi |
| 3113  | Ouverture / Fermeture — / — | Longueur — | Durée 7-10 min | Nb. d’arrêts 5 | Matériel — | Jours de fonctionnement L, Ma, Me, J, V | Jour / Soir / Nuit / Fêtes O / N / N / N | Voy. / an — | Dépôt Gretz-Armainvilliers |
| 3113  | Desserte : - Villes et lieux desservis : Tournan-en-Brie et Gretz-Armainvilliers - Gare desservie : Tournan (RER E et Transilien P). | | | | | | | | |
| 3113  | Autre : - Zone traversée : 5. - Arrêts non accessibles aux UFR : — - Amplitudes horaires : | | | | | | | | |
| 3113  | Dernière actualisation : 17 mars 2025 | | | | | | | | |
| 3114  | Gare d'Ozoir-la-Ferrière ⥋ Brie-Comte-Robert — Lycée Blaise Pascal / Servon — Croix Blanche ou Mairie | Gare d'Ozoir-la-Ferrière ⥋ Brie-Comte-Robert — Lycée Blaise Pascal / Servon — Croix Blanche ou Mairie                                                  | Gare d'Ozoir-la-Ferrière ⥋ Brie-Comte-Robert — Lycée Blaise Pascal / Servon — Croix Blanche ou Mairie                                                  | Gare d'Ozoir-la-Ferrière ⥋ Brie-Comte-Robert — Lycée Blaise Pascal / Servon — Croix Blanche ou Mairie                                                  | Gare d'Ozoir-la-Ferrière ⥋ Brie-Comte-Robert — Lycée Blaise Pascal / Servon — Croix Blanche ou Mairie                                                  | Gare d'Ozoir-la-Ferrière ⥋ Brie-Comte-Robert — Lycée Blaise Pascal / Servon — Croix Blanche ou Mairie                                                  | Gare d'Ozoir-la-Ferrière ⥋ Brie-Comte-Robert — Lycée Blaise Pascal / Servon — Croix Blanche ou Mairie                                                  | Gare d'Ozoir-la-Ferrière ⥋ Brie-Comte-Robert — Lycée Blaise Pascal / Servon — Croix Blanche ou Mairie                                                  | Gare d'Ozoir-la-Ferrière ⥋ Brie-Comte-Robert — Lycée Blaise Pascal / Servon — Croix Blanche ou Mairie                                                  |
| 3114  | Ouverture / Fermeture — / — | Longueur — | Durée 40-60 min | Nb. d’arrêts 37 | Matériel Autocars | Jours de fonctionnement L, Ma, Me, J, V | Jour / Soir / Nuit / Fêtes O / N / N / N | Voy. / an — | Dépôt Gretz-Armainvilliers Brie-Comte-Robert |
| 3114  | Desserte : - Villes et lieux desservis : Ozoir-la-Ferrière, Férolles-Attilly, Lésigny, Servon et Brie-Comte-Robert - Gares desservies : Ozoir-la-Ferrière (RER E) | | | | | | | | |
| 3114  | Autre : - Zone traversée : 5. - Arrêts non accessibles aux UFR : — - Amplitudes horaires : | | | | | | | | |
| 3114  | Dernière actualisation : 17 mars 2025 | | | | | | | | |
| 3115  | Gare de Tournan / Gretz-Armainvilliers — Vieux Moulin 1 ⥋ Ozoir-la-Ferrière — Lycée Lino Ventura | Gare de Tournan / Gretz-Armainvilliers — Vieux Moulin 1 ⥋ Ozoir-la-Ferrière — Lycée Lino Ventura                                                       | Gare de Tournan / Gretz-Armainvilliers — Vieux Moulin 1 ⥋ Ozoir-la-Ferrière — Lycée Lino Ventura                                                       | Gare de Tournan / Gretz-Armainvilliers — Vieux Moulin 1 ⥋ Ozoir-la-Ferrière — Lycée Lino Ventura                                                       | Gare de Tournan / Gretz-Armainvilliers — Vieux Moulin 1 ⥋ Ozoir-la-Ferrière — Lycée Lino Ventura                                                       | Gare de Tournan / Gretz-Armainvilliers — Vieux Moulin 1 ⥋ Ozoir-la-Ferrière — Lycée Lino Ventura                                                       | Gare de Tournan / Gretz-Armainvilliers — Vieux Moulin 1 ⥋ Ozoir-la-Ferrière — Lycée Lino Ventura                                                       | Gare de Tournan / Gretz-Armainvilliers — Vieux Moulin 1 ⥋ Ozoir-la-Ferrière — Lycée Lino Ventura                                                       | Gare de Tournan / Gretz-Armainvilliers — Vieux Moulin 1 ⥋ Ozoir-la-Ferrière — Lycée Lino Ventura                                                       |
| 3115  | Ouverture / Fermeture — / — | Longueur — | Durée 15-30 min | Nb. d’arrêts 17 | Matériel Autocars | Jours de fonctionnement L, Ma, Me, J, V | Jour / Soir / Nuit / Fêtes O / N / N / N | Voy. / an — | Dépôt Gretz-Armainvilliers |
| 3115  | Desserte : - Villes et lieux desservis : Tournan-en-Brie, Gretz-Armainvilliers et Ozoir-la-Ferrière - Gares desservies : Tournan (RER E et Transilien P) et Gretz-Armainvilliers (RER E).                                                                                                 | | | | | | | | |
| 3115  | Autre : - Zone traversée : 5. - Arrêts non accessibles aux UFR : — - Amplitudes horaires : - Particularités : | | | | | | | | |
| 3115  | Dernière actualisation : 17 mars 2025 | | | | | | | | |
| 3116  | Gretz-Armainvilliers — Collège Hutinel / Tournan-en-Brie — Lycée Clément Ader ⥋ Gretz-Armainvilliers — Place Clément Ader | Gretz-Armainvilliers — Collège Hutinel / Tournan-en-Brie — Lycée Clément Ader ⥋ Gretz-Armainvilliers — Place Clément Ader                              | Gretz-Armainvilliers — Collège Hutinel / Tournan-en-Brie — Lycée Clément Ader ⥋ Gretz-Armainvilliers — Place Clément Ader                              | Gretz-Armainvilliers — Collège Hutinel / Tournan-en-Brie — Lycée Clément Ader ⥋ Gretz-Armainvilliers — Place Clément Ader                              | Gretz-Armainvilliers — Collège Hutinel / Tournan-en-Brie — Lycée Clément Ader ⥋ Gretz-Armainvilliers — Place Clément Ader                              | Gretz-Armainvilliers — Collège Hutinel / Tournan-en-Brie — Lycée Clément Ader ⥋ Gretz-Armainvilliers — Place Clément Ader                              | Gretz-Armainvilliers — Collège Hutinel / Tournan-en-Brie — Lycée Clément Ader ⥋ Gretz-Armainvilliers — Place Clément Ader                              | Gretz-Armainvilliers — Collège Hutinel / Tournan-en-Brie — Lycée Clément Ader ⥋ Gretz-Armainvilliers — Place Clément Ader                              | Gretz-Armainvilliers — Collège Hutinel / Tournan-en-Brie — Lycée Clément Ader ⥋ Gretz-Armainvilliers — Place Clément Ader                              |
| 3116  | Ouverture / Fermeture — / — | Longueur — | Durée 10-25 min | Nb. d’arrêts 13 | Matériel — | Jours de fonctionnement L, Ma, Me, J, V | Jour / Soir / Nuit / Fêtes O / N / N / N | Voy. / an — | Dépôt Gretz-Armainvilliers |
| 3116  | Desserte : - Villes et lieux desservis : Gretz-Armainvilliers et Tournan-en-Brie - Gare desservie : Tournan (RER E et Transilien P) | | | | | | | | |
| 3116  | Autre : - Zone traversée : 5. - Arrêts non accessibles aux UFR : — - Amplitudes horaires : | | | | | | | | |
| 3116  | Dernière actualisation : 17 mars 2025 | | | | | | | | |
| 3117  | Gare de Marne-la-Vallée - Chessy ⥋ Eglise de Guignes | Gare de Marne-la-Vallée - Chessy ⥋ Eglise de Guignes                                                                                                   | Gare de Marne-la-Vallée - Chessy ⥋ Eglise de Guignes                                                                                                   | Gare de Marne-la-Vallée - Chessy ⥋ Eglise de Guignes                                                                                                   | Gare de Marne-la-Vallée - Chessy ⥋ Eglise de Guignes                                                                                                   | Gare de Marne-la-Vallée - Chessy ⥋ Eglise de Guignes                                                                                                   | Gare de Marne-la-Vallée - Chessy ⥋ Eglise de Guignes                                                                                                   | Gare de Marne-la-Vallée - Chessy ⥋ Eglise de Guignes                                                                                                   | Gare de Marne-la-Vallée - Chessy ⥋ Eglise de Guignes                                                                                                   |
| 3117  | Ouverture / Fermeture — / — | Longueur — | Durée 40 min | Nb. d’arrêts 6 | Matériel Autocars | Jours de fonctionnement L, Ma, Me, J, V | Jour / Soir / Nuit / Fêtes O / N / N / N | Voy. / an — | Dépôt Guignes |
| 3117  | Desserte : - Villes et lieux desservis : Chessy, La Houssaye-en-Brie, Fontenay-Trésigny, Chaumes-en-Brie et Guignes - Gares desservies : Marne-la-Vallée - Chessy (RER A) et Marles-en-Brie (Transilien P).                                                                               | | | | | | | | |
| 3117  | Autre : - Zone traversée : 5. - Arrêts non accessibles aux UFR : — - Amplitudes horaires : - Particularités : | | | | | | | | |
| 3117  | Dernière actualisation : 17 mars 2025 | | | | | | | | |
| 3118  | Gare de Torcy ⥋ Gare de Tournan / Tournan-en-Brie — Kipling | Gare de Torcy ⥋ Gare de Tournan / Tournan-en-Brie — Kipling                                                                                            | Gare de Torcy ⥋ Gare de Tournan / Tournan-en-Brie — Kipling                                                                                            | Gare de Torcy ⥋ Gare de Tournan / Tournan-en-Brie — Kipling                                                                                            | Gare de Torcy ⥋ Gare de Tournan / Tournan-en-Brie — Kipling                                                                                            | Gare de Torcy ⥋ Gare de Tournan / Tournan-en-Brie — Kipling                                                                                            | Gare de Torcy ⥋ Gare de Tournan / Tournan-en-Brie — Kipling                                                                                            | Gare de Torcy ⥋ Gare de Tournan / Tournan-en-Brie — Kipling                                                                                            | Gare de Torcy ⥋ Gare de Tournan / Tournan-en-Brie — Kipling                                                                                            |
| 3118  | Ouverture / Fermeture — / — | Longueur — | Durée 30-35 min | Nb. d’arrêts 12 | Matériel — | Jours de fonctionnement L, Ma, Me, J, V | Jour / Soir / Nuit / Fêtes O / N / N / N | Voy. / an — | Dépôt — |
| 3118  | Desserte : - Villes et lieux desservis : Torcy, Gretz-Armainvilliers et Tournan-en-Brie - Gares desservies : Torcy (RER A), Gretz-Armainvilliers (RER E) et Tournan (RER E et Transilien P).                                                                                              | | | | | | | | |
| 3118  | Autre : - Zone traversée : 5. - Arrêts non accessibles aux UFR : — - Amplitudes horaires : - Particularités : | | | | | | | | |
| 3118  | Dernière actualisation : 17 mars 2025 | | | | | | | | |
| 3119  | Gare de Tournan / Presles-en-Brie — Place de Presles ⥋ Châtres — Ikea / Rozay-en-Brie — Lycée La Tour des Dames | Gare de Tournan / Presles-en-Brie — Place de Presles ⥋ Châtres — Ikea / Rozay-en-Brie — Lycée La Tour des Dames                                        | Gare de Tournan / Presles-en-Brie — Place de Presles ⥋ Châtres — Ikea / Rozay-en-Brie — Lycée La Tour des Dames                                        | Gare de Tournan / Presles-en-Brie — Place de Presles ⥋ Châtres — Ikea / Rozay-en-Brie — Lycée La Tour des Dames                                        | Gare de Tournan / Presles-en-Brie — Place de Presles ⥋ Châtres — Ikea / Rozay-en-Brie — Lycée La Tour des Dames                                        | Gare de Tournan / Presles-en-Brie — Place de Presles ⥋ Châtres — Ikea / Rozay-en-Brie — Lycée La Tour des Dames                                        | Gare de Tournan / Presles-en-Brie — Place de Presles ⥋ Châtres — Ikea / Rozay-en-Brie — Lycée La Tour des Dames                                        | Gare de Tournan / Presles-en-Brie — Place de Presles ⥋ Châtres — Ikea / Rozay-en-Brie — Lycée La Tour des Dames                                        | Gare de Tournan / Presles-en-Brie — Place de Presles ⥋ Châtres — Ikea / Rozay-en-Brie — Lycée La Tour des Dames                                        |
| 3119  | Ouverture / Fermeture — / — | Longueur — | Durée 20-50 min | Nb. d’arrêts 26 | Matériel — | Jours de fonctionnement L, Ma, Me, J, V, S | Jour / Soir / Nuit / Fêtes O / O / N / N | Voy. / an — | Dépôt — |
| 3119  | Desserte : - Villes et lieux desservis : Presles-en-Brie, Gretz-Armainvilliers, Tournan-en-Brie, Châtres, Marles-en-Brie, Fontenay-Trésigny, La Houssaye-en-Brie, Bernay-Vilbert et Rozay-en-Brie. - Gares desservies : Tournan (RER E et Transilien P) et Marles-en-Brie (Transilien P). | | | | | | | | |
| 3119  | Autre : - Zone traversée : 5. - Arrêts non accessibles aux UFR : — - Amplitudes horaires : - Particularités : | | | | | | | | |
| 3119  | Dernière actualisation : 17 mars 2025 | | | | | | | | |

### Lignes de 3120 à 3129
| Ligne | Caractéristiques | Caractéristiques                                                                                 | Caractéristiques                                                                                 | Caractéristiques                                                                                 | Caractéristiques                                                                                 | Caractéristiques                                                                                 | Caractéristiques                                                                                 | Caractéristiques                                                                                 | Caractéristiques                                                                                 |
| 3120  | Gare de Verneuil-l'Étang ⥋ Mormant — Jean Jaurès / Andrezel — Salle des Fêtes | Gare de Verneuil-l'Étang ⥋ Mormant — Jean Jaurès / Andrezel — Salle des Fêtes                    | Gare de Verneuil-l'Étang ⥋ Mormant — Jean Jaurès / Andrezel — Salle des Fêtes                    | Gare de Verneuil-l'Étang ⥋ Mormant — Jean Jaurès / Andrezel — Salle des Fêtes                    | Gare de Verneuil-l'Étang ⥋ Mormant — Jean Jaurès / Andrezel — Salle des Fêtes                    | Gare de Verneuil-l'Étang ⥋ Mormant — Jean Jaurès / Andrezel — Salle des Fêtes                    | Gare de Verneuil-l'Étang ⥋ Mormant — Jean Jaurès / Andrezel — Salle des Fêtes                    | Gare de Verneuil-l'Étang ⥋ Mormant — Jean Jaurès / Andrezel — Salle des Fêtes                    | Gare de Verneuil-l'Étang ⥋ Mormant — Jean Jaurès / Andrezel — Salle des Fêtes                    |
| ----- | --- | ------------------------------------------------------------------------------------------------ | ------------------------------------------------------------------------------------------------ | ------------------------------------------------------------------------------------------------ | ------------------------------------------------------------------------------------------------ | ------------------------------------------------------------------------------------------------ | ------------------------------------------------------------------------------------------------ | ------------------------------------------------------------------------------------------------ | ------------------------------------------------------------------------------------------------ |
| 3120  | Ouverture / Fermeture — / — | Longueur —                                                                                       | Durée 20-30 min                                                                                  | Nb. d’arrêts 14                                                                                  | Matériel Autocars                                                                                | Jours de fonctionnement L, Ma, Me, J, V, S                                                       | Jour / Soir / Nuit / Fêtes O / N / N / N                                                         | Voy. / an —                                                                                      | Dépôt Guignes Nangis                                                                             |
| 3120  | Desserte : - Villes et lieux desservis : Verneuil-l'Étang, Chaumes-en-Brie, Guignes, Mormant, Argentières, Beauvoir et Andrezel - Gares desservies : Verneuil-l'Étang (Transilien P) |                                                                                                  |                                                                                                  |                                                                                                  |                                                                                                  |                                                                                                  |                                                                                                  |                                                                                                  |                                                                                                  |
| 3120  | Autre : - Zone traversée : 5. - Arrêts non accessibles aux UFR : — - Amplitudes horaires : |                                                                                                  |                                                                                                  |                                                                                                  |                                                                                                  |                                                                                                  |                                                                                                  |                                                                                                  |                                                                                                  |
| 3120  | Dernière actualisation : 18 mars 2025 |                                                                                                  |                                                                                                  |                                                                                                  |                                                                                                  |                                                                                                  |                                                                                                  |                                                                                                  |                                                                                                  |
| 3121  | Gare de Boissy-Saint-Léger ⥋ Gare de Verneuil-l'Étang | Gare de Boissy-Saint-Léger ⥋ Gare de Verneuil-l'Étang                                            | Gare de Boissy-Saint-Léger ⥋ Gare de Verneuil-l'Étang                                            | Gare de Boissy-Saint-Léger ⥋ Gare de Verneuil-l'Étang                                            | Gare de Boissy-Saint-Léger ⥋ Gare de Verneuil-l'Étang                                            | Gare de Boissy-Saint-Léger ⥋ Gare de Verneuil-l'Étang                                            | Gare de Boissy-Saint-Léger ⥋ Gare de Verneuil-l'Étang                                            | Gare de Boissy-Saint-Léger ⥋ Gare de Verneuil-l'Étang                                            | Gare de Boissy-Saint-Léger ⥋ Gare de Verneuil-l'Étang                                            |
| 3121  | Ouverture / Fermeture — / — | Longueur —                                                                                       | Durée 30-70 min                                                                                  | Nb. d’arrêts 37                                                                                  | Matériel Autocars Standard Articulé ( rare)                                                      | Jours de fonctionnement L, Ma, Me, J, V, S, D                                                    | Jour / Soir / Nuit / Fêtes O / O / N / O                                                         | Voy. / an —                                                                                      | Dépôt Brie-Comte-Robert Guignes                                                                  |
| 3121  | Desserte : - Villes et lieux desservis : Boissy-Saint-Léger, Villecresnes, Santeny, Servon, Brie-Comte-Robert, Grisy-Suisnes, Coubert, Soignolles-en-Brie, Solers, Ozouer-le-Voulgis, Yèbles, Guignes et Verneuil-l'Étang - Gare desservie : Boissy-Saint-Léger (RER A) et Verneuil-l'Étang (Transilien P) |                                                                                                  |                                                                                                  |                                                                                                  |                                                                                                  |                                                                                                  |                                                                                                  |                                                                                                  |                                                                                                  |
| 3121  | Autre : - Zones traversées : 4 à 5. - Arrêts non accessibles aux UFR : — - Amplitudes horaires : |                                                                                                  |                                                                                                  |                                                                                                  |                                                                                                  |                                                                                                  |                                                                                                  |                                                                                                  |                                                                                                  |
| 3121  | Dernière actualisation : 18 mars 2025 |                                                                                                  |                                                                                                  |                                                                                                  |                                                                                                  |                                                                                                  |                                                                                                  |                                                                                                  |                                                                                                  |
| 3122  | Nangis — Collège Barthélémy ⥋ Coulommiers — Cité Scolaire | Nangis — Collège Barthélémy ⥋ Coulommiers — Cité Scolaire                                        | Nangis — Collège Barthélémy ⥋ Coulommiers — Cité Scolaire                                        | Nangis — Collège Barthélémy ⥋ Coulommiers — Cité Scolaire                                        | Nangis — Collège Barthélémy ⥋ Coulommiers — Cité Scolaire                                        | Nangis — Collège Barthélémy ⥋ Coulommiers — Cité Scolaire                                        | Nangis — Collège Barthélémy ⥋ Coulommiers — Cité Scolaire                                        | Nangis — Collège Barthélémy ⥋ Coulommiers — Cité Scolaire                                        | Nangis — Collège Barthélémy ⥋ Coulommiers — Cité Scolaire                                        |
| 3122  | Ouverture / Fermeture — / — | Longueur —                                                                                       | Durée 85 min                                                                                     | Nb. d’arrêts 19                                                                                  | Matériel —                                                                                       | Jours de fonctionnement L, Ma, Me, J, V                                                          | Jour / Soir / Nuit / Fêtes O / N / N / N                                                         | Voy. / an —                                                                                      | Dépôt Rozay-en-Brie Nangis                                                                       |
| 3122  | Desserte : - Villes et lieux desservis : Nangis, Grandpuits-Bailly-Carrois, Quiers, Courpalay, Bernay-Vilbert, Rozay-en-Brie, Lumigny-Nesles-Ormeaux et Coulommiers - Gare desservie : Aucune |                                                                                                  |                                                                                                  |                                                                                                  |                                                                                                  |                                                                                                  |                                                                                                  |                                                                                                  |                                                                                                  |
| 3122  | Autre : - Zone traversée : 5. - Arrêts non accessibles aux UFR : |                                                                                                  |                                                                                                  |                                                                                                  |                                                                                                  |                                                                                                  |                                                                                                  |                                                                                                  |                                                                                                  |
| 3122  | Dernière actualisation : 18 mars 2025 |                                                                                                  |                                                                                                  |                                                                                                  |                                                                                                  |                                                                                                  |                                                                                                  |                                                                                                  |                                                                                                  |
| 3123  | Tournan-en-Brie — Lycée Clément Ader ⥋ Argentières — Grands Saules | Tournan-en-Brie — Lycée Clément Ader ⥋ Argentières — Grands Saules                               | Tournan-en-Brie — Lycée Clément Ader ⥋ Argentières — Grands Saules                               | Tournan-en-Brie — Lycée Clément Ader ⥋ Argentières — Grands Saules                               | Tournan-en-Brie — Lycée Clément Ader ⥋ Argentières — Grands Saules                               | Tournan-en-Brie — Lycée Clément Ader ⥋ Argentières — Grands Saules                               | Tournan-en-Brie — Lycée Clément Ader ⥋ Argentières — Grands Saules                               | Tournan-en-Brie — Lycée Clément Ader ⥋ Argentières — Grands Saules                               | Tournan-en-Brie — Lycée Clément Ader ⥋ Argentières — Grands Saules                               |
| 3123  | Ouverture / Fermeture — / — | Longueur —                                                                                       | Durée 40 min                                                                                     | Nb. d’arrêts 11                                                                                  | Matériel —                                                                                       | Jours de fonctionnement L, Ma, Me, J, V                                                          | Jour / Soir / Nuit / Fêtes O / N / N / N                                                         | Voy. / an —                                                                                      | Dépôt Guignes Nangis                                                                             |
| 3123  | Desserte : - Villes et lieux desservis : Tournan-en-Brie, Fontenay-Trésigny, Chaumes-en-Brie, Verneuil-l'Étang, Beauvoir et Argentières. - Gare desservie : Tournan (RER E et Transilien P) |                                                                                                  |                                                                                                  |                                                                                                  |                                                                                                  |                                                                                                  |                                                                                                  |                                                                                                  |                                                                                                  |
| 3123  | Autre : - Zone traversée : 5. - Arrêts non accessibles aux UFR : — - Amplitudes horaires : |                                                                                                  |                                                                                                  |                                                                                                  |                                                                                                  |                                                                                                  |                                                                                                  |                                                                                                  |                                                                                                  |
| 3123  | Dernière actualisation : 18 mars 2025 |                                                                                                  |                                                                                                  |                                                                                                  |                                                                                                  |                                                                                                  |                                                                                                  |                                                                                                  |                                                                                                  |
| 3124  | Gare de Melun ⥋ Rozay-en-Brie — Lycée La Tour des Dames | Gare de Melun ⥋ Rozay-en-Brie — Lycée La Tour des Dames                                          | Gare de Melun ⥋ Rozay-en-Brie — Lycée La Tour des Dames                                          | Gare de Melun ⥋ Rozay-en-Brie — Lycée La Tour des Dames                                          | Gare de Melun ⥋ Rozay-en-Brie — Lycée La Tour des Dames                                          | Gare de Melun ⥋ Rozay-en-Brie — Lycée La Tour des Dames                                          | Gare de Melun ⥋ Rozay-en-Brie — Lycée La Tour des Dames                                          | Gare de Melun ⥋ Rozay-en-Brie — Lycée La Tour des Dames                                          | Gare de Melun ⥋ Rozay-en-Brie — Lycée La Tour des Dames                                          |
| 3124  | Ouverture / Fermeture — / — | Longueur —                                                                                       | Durée 45-80 min                                                                                  | Nb. d’arrêts 26                                                                                  | Matériel —                                                                                       | Jours de fonctionnement L, Ma, Me, J, V, S                                                       | Jour / Soir / Nuit / Fêtes O / N / N / N                                                         | Voy. / an —                                                                                      | Dépôt Brie-Comte-Robert                                                                          |
| 3124  | Desserte : - Villes et lieux desservis : Melun, Voisenon, Moisenay, Blandy, Fouju, Champeaux, Saint-Méry, Bombon, Mormant, Aubepierre-Ozouer-le-Repos, Courtomer, Bernay-Vilbert Courpalay et Rozay-en-Brie - Gare desservie : Melun (RER D et Transilien R) et Marles-en-Brie (Transilien P).             |                                                                                                  |                                                                                                  |                                                                                                  |                                                                                                  |                                                                                                  |                                                                                                  |                                                                                                  |                                                                                                  |
| 3124  | Autre : - Zone traversée : 5. - Arrêts non accessibles aux UFR : — - Amplitudes horaires : |                                                                                                  |                                                                                                  |                                                                                                  |                                                                                                  |                                                                                                  |                                                                                                  |                                                                                                  |                                                                                                  |
| 3124  | Dernière actualisation : 18 mars 2025 |                                                                                                  |                                                                                                  |                                                                                                  |                                                                                                  |                                                                                                  |                                                                                                  |                                                                                                  |                                                                                                  |
| 3125  | Gare de Tournan ⥋ Coulommiers — Cité Scolaire | Gare de Tournan ⥋ Coulommiers — Cité Scolaire                                                    | Gare de Tournan ⥋ Coulommiers — Cité Scolaire                                                    | Gare de Tournan ⥋ Coulommiers — Cité Scolaire                                                    | Gare de Tournan ⥋ Coulommiers — Cité Scolaire                                                    | Gare de Tournan ⥋ Coulommiers — Cité Scolaire                                                    | Gare de Tournan ⥋ Coulommiers — Cité Scolaire                                                    | Gare de Tournan ⥋ Coulommiers — Cité Scolaire                                                    | Gare de Tournan ⥋ Coulommiers — Cité Scolaire                                                    |
| 3125  | Ouverture / Fermeture — / — | Longueur —                                                                                       | Durée 30-75 min                                                                                  | Nb. d’arrêts 21                                                                                  | Matériel —                                                                                       | Jours de fonctionnement L, Ma, Me, J, V                                                          | Jour / Soir / Nuit / Fêtes O / N / N / N                                                         | Voy. / an —                                                                                      | Dépôt Rozay-en-Brie                                                                              |
| 3125  | Desserte : - Villes et lieux desservis : Tournan-en-Brie, Rozay-en-Brie, Bernay-Vilbert, Fontenay-Trésigny, Marles-en-Brie, Lumigny-Nesles-Ormeaux, Touquin, Pézarches et Coulommiers. - Gare desservie : Tournan (RER E et Transilien P)                                                                  |                                                                                                  |                                                                                                  |                                                                                                  |                                                                                                  |                                                                                                  |                                                                                                  |                                                                                                  |                                                                                                  |
| 3125  | Autre : - Zone traversée : 5 - Arrêts non accessibles aux UFR : — - Amplitudes horaires : |                                                                                                  |                                                                                                  |                                                                                                  |                                                                                                  |                                                                                                  |                                                                                                  |                                                                                                  |                                                                                                  |
| 3125  | Dernière actualisation : 18 mars 2025 |                                                                                                  |                                                                                                  |                                                                                                  |                                                                                                  |                                                                                                  |                                                                                                  |                                                                                                  |                                                                                                  |
| 3126  | Melun — Centre Culturel ⥋ Brie-Comte-Robert — Salle des Fêtes / Grisy-Suisnes — Petit Grisy | Melun — Centre Culturel ⥋ Brie-Comte-Robert — Salle des Fêtes / Grisy-Suisnes — Petit Grisy      | Melun — Centre Culturel ⥋ Brie-Comte-Robert — Salle des Fêtes / Grisy-Suisnes — Petit Grisy      | Melun — Centre Culturel ⥋ Brie-Comte-Robert — Salle des Fêtes / Grisy-Suisnes — Petit Grisy      | Melun — Centre Culturel ⥋ Brie-Comte-Robert — Salle des Fêtes / Grisy-Suisnes — Petit Grisy      | Melun — Centre Culturel ⥋ Brie-Comte-Robert — Salle des Fêtes / Grisy-Suisnes — Petit Grisy      | Melun — Centre Culturel ⥋ Brie-Comte-Robert — Salle des Fêtes / Grisy-Suisnes — Petit Grisy      | Melun — Centre Culturel ⥋ Brie-Comte-Robert — Salle des Fêtes / Grisy-Suisnes — Petit Grisy      | Melun — Centre Culturel ⥋ Brie-Comte-Robert — Salle des Fêtes / Grisy-Suisnes — Petit Grisy      |
| 3126  | Ouverture / Fermeture — / — | Longueur —                                                                                       | Durée 45-70 min                                                                                  | Nb. d’arrêts —                                                                                   | Matériel —                                                                                       | Jours de fonctionnement L, Ma, Me, J, V                                                          | Jour / Soir / Nuit / Fêtes O / N / N / N                                                         | Voy. / an —                                                                                      | Dépôt Brie-Comte-Robert Gretz-Armainvilliers                                                     |
| 3126  | Desserte : - Villes et lieux desservis : Melun, Voisenon, Montereau-sur-le-Jard, Lissy, Limoges-Fourches, Évry-Grégy-sur-Yerre, Brie-Comte-Robert, Soignolles-en-Brie, Solers, Coubert et Grisy-Suisnes. - Gare desservie : Aucune.                                                                        |                                                                                                  |                                                                                                  |                                                                                                  |                                                                                                  |                                                                                                  |                                                                                                  |                                                                                                  |                                                                                                  |
| 3126  | Autre : - Zone traversée : 5 - Arrêts non accessibles aux UFR : — - Amplitudes horaires : |                                                                                                  |                                                                                                  |                                                                                                  |                                                                                                  |                                                                                                  |                                                                                                  |                                                                                                  |                                                                                                  |
| 3126  | Dernière actualisation : 18 mars 2025 |                                                                                                  |                                                                                                  |                                                                                                  |                                                                                                  |                                                                                                  |                                                                                                  |                                                                                                  |                                                                                                  |
| 3127  | Gare de Melun ⥋ Coubert — Centre de Réadaptation CRRA | Gare de Melun ⥋ Coubert — Centre de Réadaptation CRRA                                            | Gare de Melun ⥋ Coubert — Centre de Réadaptation CRRA                                            | Gare de Melun ⥋ Coubert — Centre de Réadaptation CRRA                                            | Gare de Melun ⥋ Coubert — Centre de Réadaptation CRRA                                            | Gare de Melun ⥋ Coubert — Centre de Réadaptation CRRA                                            | Gare de Melun ⥋ Coubert — Centre de Réadaptation CRRA                                            | Gare de Melun ⥋ Coubert — Centre de Réadaptation CRRA                                            | Gare de Melun ⥋ Coubert — Centre de Réadaptation CRRA                                            |
| 3127  | Ouverture / Fermeture — / — | Longueur —                                                                                       | Durée 40 min                                                                                     | Nb. d’arrêts 9                                                                                   | Matériel —                                                                                       | Jours de fonctionnement L, Ma, Me, J, V                                                          | Jour / Soir / Nuit / Fêtes O / N / N / N                                                         | Voy. / an —                                                                                      | Dépôt Guignes                                                                                    |
| 3127  | Desserte : - Villes et lieux desservis : Melun, Lissy, Soignolles-en-Brie et Coubert. - Gare desservie : Melun (RER D et Transilien R) |                                                                                                  |                                                                                                  |                                                                                                  |                                                                                                  |                                                                                                  |                                                                                                  |                                                                                                  |                                                                                                  |
| 3127  | Autre : - Zone traversée : 5 - Arrêts non accessibles aux UFR : — - Amplitudes horaires : |                                                                                                  |                                                                                                  |                                                                                                  |                                                                                                  |                                                                                                  |                                                                                                  |                                                                                                  |                                                                                                  |
| 3127  | Dernière actualisation : 18 mars 2025 |                                                                                                  |                                                                                                  |                                                                                                  |                                                                                                  |                                                                                                  |                                                                                                  |                                                                                                  |                                                                                                  |
| 3128  | Mairie de La Chapelle-Iger ⥋ Coulommiers — Cité Scolaire | Mairie de La Chapelle-Iger ⥋ Coulommiers — Cité Scolaire                                         | Mairie de La Chapelle-Iger ⥋ Coulommiers — Cité Scolaire                                         | Mairie de La Chapelle-Iger ⥋ Coulommiers — Cité Scolaire                                         | Mairie de La Chapelle-Iger ⥋ Coulommiers — Cité Scolaire                                         | Mairie de La Chapelle-Iger ⥋ Coulommiers — Cité Scolaire                                         | Mairie de La Chapelle-Iger ⥋ Coulommiers — Cité Scolaire                                         | Mairie de La Chapelle-Iger ⥋ Coulommiers — Cité Scolaire                                         | Mairie de La Chapelle-Iger ⥋ Coulommiers — Cité Scolaire                                         |
| 3128  | Ouverture / Fermeture — / — | Longueur —                                                                                       | Durée 75 min                                                                                     | Nb. d’arrêts 15                                                                                  | Matériel —                                                                                       | Jours de fonctionnement L, Ma, Me, J, V                                                          | Jour / Soir / Nuit / Fêtes O / N / N / N                                                         | Voy. / an —                                                                                      | Dépôt Rozay-en-Brie                                                                              |
| 3128  | Desserte : - Villes et lieux desservis : La Chapelle-Iger, Gastins, Pécy, Vaudoy-en-Brie, Voinsles, Le Plessis-Feu-Aussoux, Touquin, Pézarches et Coulommiers - Gare desservie : Aucune. |                                                                                                  |                                                                                                  |                                                                                                  |                                                                                                  |                                                                                                  |                                                                                                  |                                                                                                  |                                                                                                  |
| 3128  | Autre : - Zone traversée : 5. - Arrêts non accessibles aux UFR : — - Amplitudes horaires : |                                                                                                  |                                                                                                  |                                                                                                  |                                                                                                  |                                                                                                  |                                                                                                  |                                                                                                  |                                                                                                  |
| 3128  | Dernière actualisation : 18 mars 2025 |                                                                                                  |                                                                                                  |                                                                                                  |                                                                                                  |                                                                                                  |                                                                                                  |                                                                                                  |                                                                                                  |
| 3129  | Rozay-en-Brie — Lycée La Tour des Dames ou Collège Les Remparts ⥋ Ozouer-le-Voulgis - Les Etards | Rozay-en-Brie — Lycée La Tour des Dames ou Collège Les Remparts ⥋ Ozouer-le-Voulgis - Les Etards | Rozay-en-Brie — Lycée La Tour des Dames ou Collège Les Remparts ⥋ Ozouer-le-Voulgis - Les Etards | Rozay-en-Brie — Lycée La Tour des Dames ou Collège Les Remparts ⥋ Ozouer-le-Voulgis - Les Etards | Rozay-en-Brie — Lycée La Tour des Dames ou Collège Les Remparts ⥋ Ozouer-le-Voulgis - Les Etards | Rozay-en-Brie — Lycée La Tour des Dames ou Collège Les Remparts ⥋ Ozouer-le-Voulgis - Les Etards | Rozay-en-Brie — Lycée La Tour des Dames ou Collège Les Remparts ⥋ Ozouer-le-Voulgis - Les Etards | Rozay-en-Brie — Lycée La Tour des Dames ou Collège Les Remparts ⥋ Ozouer-le-Voulgis - Les Etards | Rozay-en-Brie — Lycée La Tour des Dames ou Collège Les Remparts ⥋ Ozouer-le-Voulgis - Les Etards |
| 3129  | Ouverture / Fermeture — / — | Longueur —                                                                                       | Durée —                                                                                          | Nb. d’arrêts —                                                                                   | Matériel —                                                                                       | Jours de fonctionnement L, Ma, Me, J, V                                                          | Jour / Soir / Nuit / Fêtes O / N / N / N                                                         | Voy. / an —                                                                                      | Dépôt Brie-Comte-Robert Guignes Nangis                                                           |
| 3129  | Desserte : - Villes et lieux desservis : - - Gare desservie : Aucune. |                                                                                                  |                                                                                                  |                                                                                                  |                                                                                                  |                                                                                                  |                                                                                                  |                                                                                                  |                                                                                                  |
| 3129  | Autre : - Zone traversée : 5. - Arrêts non accessibles aux UFR : — - Amplitudes horaires : |                                                                                                  |                                                                                                  |                                                                                                  |                                                                                                  |                                                                                                  |                                                                                                  |                                                                                                  |                                                                                                  |
| 3129  | Dernière actualisation : 18 mars 2025 |                                                                                                  |                                                                                                  |                                                                                                  |                                                                                                  |                                                                                                  |                                                                                                  |                                                                                                  |                                                                                                  |

### Lignes de 3130 à 3139
| Ligne | Caractéristiques | Caractéristiques                                                                                        | Caractéristiques                                                                                        | Caractéristiques                                                                                        | Caractéristiques                                                                                        | Caractéristiques                                                                                        | Caractéristiques                                                                                        | Caractéristiques                                                                                        | Caractéristiques                                                                                        |
| 3130  | Gare de Melun ⥋ Gare de Tournan / Grisy-Suisnes — Petit Grisy | Gare de Melun ⥋ Gare de Tournan / Grisy-Suisnes — Petit Grisy                                           | Gare de Melun ⥋ Gare de Tournan / Grisy-Suisnes — Petit Grisy                                           | Gare de Melun ⥋ Gare de Tournan / Grisy-Suisnes — Petit Grisy                                           | Gare de Melun ⥋ Gare de Tournan / Grisy-Suisnes — Petit Grisy                                           | Gare de Melun ⥋ Gare de Tournan / Grisy-Suisnes — Petit Grisy                                           | Gare de Melun ⥋ Gare de Tournan / Grisy-Suisnes — Petit Grisy                                           | Gare de Melun ⥋ Gare de Tournan / Grisy-Suisnes — Petit Grisy                                           | Gare de Melun ⥋ Gare de Tournan / Grisy-Suisnes — Petit Grisy                                           |
| ----- | --- | --- | --- | --- | --- | --- | --- | --- | --- |
| 3130  | Ouverture / Fermeture — / — | Longueur —                                                                                              | Durée 45-100 min                                                                                        | Nb. d’arrêts 25                                                                                         | Matériel —                                                                                              | Jours de fonctionnement L, Ma, Me, J, V                                                                 | Jour / Soir / Nuit / Fêtes O / N / N / N                                                                | Voy. / an —                                                                                             | Dépôt —                                                                                                 |
| 3130  | Desserte : - Villes et lieux desservis : Melun, Vert-Saint-Denis, Lissy, Limoges-Fourches, Soignolles-en-Brie, Solers, Coubert, Grisy-Suisnes, Gretz-Armainvilliers et Tournan-en-Brie. - Gares desservies : Melun (RER D et Transilien R) et Tournan (RER E et Transilien P). | | | | | | | | |
| 3130  | Autre : - Zone traversée : 5. - Arrêts non accessibles aux UFR : — - Amplitudes horaires : | | | | | | | | |
| 3130  | Dernière actualisation : 19 mars 2025 | | | | | | | | |
| 3131  | Mormant — Collège Nicolas Fouquet ⥋ Aubepierre-Ozouer-le-Repos — Bisseaux | Mormant — Collège Nicolas Fouquet ⥋ Aubepierre-Ozouer-le-Repos — Bisseaux                               | Mormant — Collège Nicolas Fouquet ⥋ Aubepierre-Ozouer-le-Repos — Bisseaux                               | Mormant — Collège Nicolas Fouquet ⥋ Aubepierre-Ozouer-le-Repos — Bisseaux                               | Mormant — Collège Nicolas Fouquet ⥋ Aubepierre-Ozouer-le-Repos — Bisseaux                               | Mormant — Collège Nicolas Fouquet ⥋ Aubepierre-Ozouer-le-Repos — Bisseaux                               | Mormant — Collège Nicolas Fouquet ⥋ Aubepierre-Ozouer-le-Repos — Bisseaux                               | Mormant — Collège Nicolas Fouquet ⥋ Aubepierre-Ozouer-le-Repos — Bisseaux                               | Mormant — Collège Nicolas Fouquet ⥋ Aubepierre-Ozouer-le-Repos — Bisseaux                               |
| 3131  | Ouverture / Fermeture — / — | Longueur —                                                                                              | Durée 30-45 min                                                                                         | Nb. d’arrêts 14                                                                                         | Matériel —                                                                                              | Jours de fonctionnement L, Ma, Me, J, V                                                                 | Jour / Soir / Nuit / Fêtes O / N / N / N                                                                | Voy. / an —                                                                                             | Dépôt —                                                                                                 |
| 3131  | Desserte : - Villes et lieux desservis : Mormant, Courtomer et Aubepierre-Ozouer-le-Repos. - Gare desservie : Aucune | | | | | | | | |
| 3131  | Autre : - Zone traversée : 5. - Arrêts non accessibles aux UFR : — - Amplitudes horaires : | | | | | | | | |
| 3131  | Dernière actualisation : 19 mars 2025 | | | | | | | | |
| 3132  | Eglise de Guignes ⥋ Nangis — Collège Barthélémy | Eglise de Guignes ⥋ Nangis — Collège Barthélémy                                                         | Eglise de Guignes ⥋ Nangis — Collège Barthélémy                                                         | Eglise de Guignes ⥋ Nangis — Collège Barthélémy                                                         | Eglise de Guignes ⥋ Nangis — Collège Barthélémy                                                         | Eglise de Guignes ⥋ Nangis — Collège Barthélémy                                                         | Eglise de Guignes ⥋ Nangis — Collège Barthélémy                                                         | Eglise de Guignes ⥋ Nangis — Collège Barthélémy                                                         | Eglise de Guignes ⥋ Nangis — Collège Barthélémy                                                         |
| 3132  | Ouverture / Fermeture — / — | Longueur —                                                                                              | Durée —                                                                                                 | Nb. d’arrêts —                                                                                          | Matériel —                                                                                              | Jours de fonctionnement L, Ma, Me, J, V                                                                 | Jour / Soir / Nuit / Fêtes O / N / N / N                                                                | Voy. / an —                                                                                             | Dépôt —                                                                                                 |
| 3132  | Desserte : - Villes et lieux desservis : Guignes, Andrezel, Mormant et Nangis. - Gare desservie : Aucune | | | | | | | | |
| 3132  | Autre : - Zone traversée : 5. - Arrêts non accessibles aux UFR : — - Amplitudes horaires : | | | | | | | | |
| 3132  | Dernière actualisation : 19 mars 2025 | | | | | | | | |
| 3133  | Gare de Marles-en-Brie ⥋ Pézarches — Station de Covoiturage | Gare de Marles-en-Brie ⥋ Pézarches — Station de Covoiturage                                             | Gare de Marles-en-Brie ⥋ Pézarches — Station de Covoiturage                                             | Gare de Marles-en-Brie ⥋ Pézarches — Station de Covoiturage                                             | Gare de Marles-en-Brie ⥋ Pézarches — Station de Covoiturage                                             | Gare de Marles-en-Brie ⥋ Pézarches — Station de Covoiturage                                             | Gare de Marles-en-Brie ⥋ Pézarches — Station de Covoiturage                                             | Gare de Marles-en-Brie ⥋ Pézarches — Station de Covoiturage                                             | Gare de Marles-en-Brie ⥋ Pézarches — Station de Covoiturage                                             |
| 3133  | Ouverture / Fermeture — / — | Longueur —                                                                                              | Durée 20-25 min                                                                                         | Nb. d’arrêts 12                                                                                         | Matériel —                                                                                              | Jours de fonctionnement L, Ma, Me, J, V                                                                 | Jour / Soir / Nuit / Fêtes O / N / N / N                                                                | Voy. / an —                                                                                             | Dépôt —                                                                                                 |
| 3133  | Desserte : - Villes et lieux desservis : La Houssaye-en-Brie, Marles-en-Brie, Lumigny-Nesles-Ormeaux et Pézarches. - Gare desservie : Marles-en-Brie (Transilien P). | | | | | | | | |
| 3133  | Autre : - Zone traversée : 5. - Arrêts non accessibles aux UFR : — - Amplitudes horaires : | | | | | | | | |
| 3133  | Dernière actualisation : 19 mars 2025 | | | | | | | | |
| 3134  | Gare de Verneuil-l'Étang ⥋ Eglise de Yèbles | Gare de Verneuil-l'Étang ⥋ Eglise de Yèbles                                                             | Gare de Verneuil-l'Étang ⥋ Eglise de Yèbles                                                             | Gare de Verneuil-l'Étang ⥋ Eglise de Yèbles                                                             | Gare de Verneuil-l'Étang ⥋ Eglise de Yèbles                                                             | Gare de Verneuil-l'Étang ⥋ Eglise de Yèbles                                                             | Gare de Verneuil-l'Étang ⥋ Eglise de Yèbles                                                             | Gare de Verneuil-l'Étang ⥋ Eglise de Yèbles                                                             | Gare de Verneuil-l'Étang ⥋ Eglise de Yèbles                                                             |
| 3134  | Ouverture / Fermeture — / — | Longueur —                                                                                              | Durée 15 min                                                                                            | Nb. d’arrêts 5                                                                                          | Matériel —                                                                                              | Jours de fonctionnement L, Ma, Me, J, V                                                                 | Jour / Soir / Nuit / Fêtes O / N / N / N                                                                | Voy. / an —                                                                                             | Dépôt —                                                                                                 |
| 3134  | Desserte : - Villes et lieux desservis : Verneuil-l'Étang, Guignes et Yèbles. - Gare desservie : Verneuil-l'Étang (Transilien P). | | | | | | | | |
| 3134  | Autre : - Zone traversée : 5. - Arrêts non accessibles aux UFR : — - Amplitudes horaires : | | | | | | | | |
| 3134  | Dernière actualisation : 19 mars 2025 | | | | | | | | |
| 3135  | Andrezel — Salle des Fêtes ⥋ Mormant — Collège Nicolas Fouquet | Andrezel — Salle des Fêtes ⥋ Mormant — Collège Nicolas Fouquet                                          | Andrezel — Salle des Fêtes ⥋ Mormant — Collège Nicolas Fouquet                                          | Andrezel — Salle des Fêtes ⥋ Mormant — Collège Nicolas Fouquet                                          | Andrezel — Salle des Fêtes ⥋ Mormant — Collège Nicolas Fouquet                                          | Andrezel — Salle des Fêtes ⥋ Mormant — Collège Nicolas Fouquet                                          | Andrezel — Salle des Fêtes ⥋ Mormant — Collège Nicolas Fouquet                                          | Andrezel — Salle des Fêtes ⥋ Mormant — Collège Nicolas Fouquet                                          | Andrezel — Salle des Fêtes ⥋ Mormant — Collège Nicolas Fouquet                                          |
| 3135  | Ouverture / Fermeture — / — | Longueur —                                                                                              | Durée 10-25 min                                                                                         | Nb. d’arrêts 5                                                                                          | Matériel —                                                                                              | Jours de fonctionnement L, Ma, Me, J, V                                                                 | Jour / Soir / Nuit / Fêtes O / N / N / N                                                                | Voy. / an —                                                                                             | Dépôt —                                                                                                 |
| 3135  | Desserte : - Villes et lieux desservis : Andrezel, Guignes et Mormant. - Gare desservie : Aucune | | | | | | | | |
| 3135  | Autre : - Zone traversée : 5. - Arrêts non accessibles aux UFR : — - Amplitudes horaires : | | | | | | | | |
| 3135  | Dernière actualisation : 19 mars 2025 | | | | | | | | |
| 3136  | La Chapelle-Gauthier — Rue de la Poste ou Château d'Eau ⥋ Mormant — Collège Nicolas Fouquet | La Chapelle-Gauthier — Rue de la Poste ou Château d'Eau ⥋ Mormant — Collège Nicolas Fouquet             | La Chapelle-Gauthier — Rue de la Poste ou Château d'Eau ⥋ Mormant — Collège Nicolas Fouquet             | La Chapelle-Gauthier — Rue de la Poste ou Château d'Eau ⥋ Mormant — Collège Nicolas Fouquet             | La Chapelle-Gauthier — Rue de la Poste ou Château d'Eau ⥋ Mormant — Collège Nicolas Fouquet             | La Chapelle-Gauthier — Rue de la Poste ou Château d'Eau ⥋ Mormant — Collège Nicolas Fouquet             | La Chapelle-Gauthier — Rue de la Poste ou Château d'Eau ⥋ Mormant — Collège Nicolas Fouquet             | La Chapelle-Gauthier — Rue de la Poste ou Château d'Eau ⥋ Mormant — Collège Nicolas Fouquet             | La Chapelle-Gauthier — Rue de la Poste ou Château d'Eau ⥋ Mormant — Collège Nicolas Fouquet             |
| 3136  | Ouverture / Fermeture — / — | Longueur —                                                                                              | Durée 15-20 min                                                                                         | Nb. d’arrêts 5                                                                                          | Matériel —                                                                                              | Jours de fonctionnement L, Ma, Me, J, V                                                                 | Jour / Soir / Nuit / Fêtes O / N / N / N                                                                | Voy. / an —                                                                                             | Dépôt —                                                                                                 |
| 3136  | Desserte : - Villes et lieux desservis : La Chapelle-Gauthier et Mormant. - Gare desservie : Aucune | | | | | | | | |
| 3136  | Autre : - Zone traversée : 5. - Arrêts non accessibles aux UFR : — - Amplitudes horaires : | | | | | | | | |
| 3136  | Dernière actualisation : 19 mars 2025 | | | | | | | | |
| 3137  | Gare de Melun ⥋ Ozouer-le-Voulgis — Les Etards | Gare de Melun ⥋ Ozouer-le-Voulgis — Les Etards                                                          | Gare de Melun ⥋ Ozouer-le-Voulgis — Les Etards                                                          | Gare de Melun ⥋ Ozouer-le-Voulgis — Les Etards                                                          | Gare de Melun ⥋ Ozouer-le-Voulgis — Les Etards                                                          | Gare de Melun ⥋ Ozouer-le-Voulgis — Les Etards                                                          | Gare de Melun ⥋ Ozouer-le-Voulgis — Les Etards                                                          | Gare de Melun ⥋ Ozouer-le-Voulgis — Les Etards                                                          | Gare de Melun ⥋ Ozouer-le-Voulgis — Les Etards                                                          |
| 3137  | Ouverture / Fermeture — / — | Longueur —                                                                                              | Durée 35-70 min                                                                                         | Nb. d’arrêts 15                                                                                         | Matériel —                                                                                              | Jours de fonctionnement L, Ma, Me, J, V, S                                                              | Jour / Soir / Nuit / Fêtes O / N / N / N                                                                | Voy. / an —                                                                                             | Dépôt —                                                                                                 |
| 3137  | Desserte : - Villes et lieux desservis : Melun, Maincy, Crisenoy, Champdeuil, Yèbles, Courquetaine et Ozouer-le-Voulgis. - Gare desservie : Melun (RER D et Transilien R). | | | | | | | | |
| 3137  | Autre : - Zone traversée : 5. - Arrêts non accessibles aux UFR : — - Amplitudes horaires : | | | | | | | | |
| 3137  | Dernière actualisation : 19 mars 2025 | | | | | | | | |
| 3138  | Mairie de Bombon ⥋ Mormant — Collège Nicolas Fouquet | Mairie de Bombon ⥋ Mormant — Collège Nicolas Fouquet                                                    | Mairie de Bombon ⥋ Mormant — Collège Nicolas Fouquet                                                    | Mairie de Bombon ⥋ Mormant — Collège Nicolas Fouquet                                                    | Mairie de Bombon ⥋ Mormant — Collège Nicolas Fouquet                                                    | Mairie de Bombon ⥋ Mormant — Collège Nicolas Fouquet                                                    | Mairie de Bombon ⥋ Mormant — Collège Nicolas Fouquet                                                    | Mairie de Bombon ⥋ Mormant — Collège Nicolas Fouquet                                                    | Mairie de Bombon ⥋ Mormant — Collège Nicolas Fouquet                                                    |
| 3138  | Ouverture / Fermeture — / — | Longueur —                                                                                              | Durée 30 min                                                                                            | Nb. d’arrêts 7                                                                                          | Matériel —                                                                                              | Jours de fonctionnement L, Ma, Me, J, V                                                                 | Jour / Soir / Nuit / Fêtes O / N / N / N                                                                | Voy. / an —                                                                                             | Dépôt —                                                                                                 |
| 3138  | Desserte : - Villes et lieux desservis : Bombon, Saint-Méry, Champeaux, Fouju et Mormant. - Gare desservie : Aucune | | | | | | | | |
| 3138  | Autre : - Zone traversée : 5. - Arrêts non accessibles aux UFR : — - Amplitudes horaires : | | | | | | | | |
| 3138  | Dernière actualisation : 19 mars 2025 | | | | | | | | |
| 3139  | Fontenay-Trésigny — Coubertin Piscine ⥋ Rozay-en-Brie — Lycée La Tour des Dames ou Collège Les Remparts | Fontenay-Trésigny — Coubertin Piscine ⥋ Rozay-en-Brie — Lycée La Tour des Dames ou Collège Les Remparts | Fontenay-Trésigny — Coubertin Piscine ⥋ Rozay-en-Brie — Lycée La Tour des Dames ou Collège Les Remparts | Fontenay-Trésigny — Coubertin Piscine ⥋ Rozay-en-Brie — Lycée La Tour des Dames ou Collège Les Remparts | Fontenay-Trésigny — Coubertin Piscine ⥋ Rozay-en-Brie — Lycée La Tour des Dames ou Collège Les Remparts | Fontenay-Trésigny — Coubertin Piscine ⥋ Rozay-en-Brie — Lycée La Tour des Dames ou Collège Les Remparts | Fontenay-Trésigny — Coubertin Piscine ⥋ Rozay-en-Brie — Lycée La Tour des Dames ou Collège Les Remparts | Fontenay-Trésigny — Coubertin Piscine ⥋ Rozay-en-Brie — Lycée La Tour des Dames ou Collège Les Remparts | Fontenay-Trésigny — Coubertin Piscine ⥋ Rozay-en-Brie — Lycée La Tour des Dames ou Collège Les Remparts |
| 3139  | Ouverture / Fermeture — / — | Longueur —                                                                                              | Durée - min                                                                                             | Nb. d’arrêts -                                                                                          | Matériel —                                                                                              | Jours de fonctionnement L, Ma, Me, J, V                                                                 | Jour / Soir / Nuit / Fêtes O / N / N / N                                                                | Voy. / an —                                                                                             | Dépôt —                                                                                                 |
| 3139  | Desserte : - Villes et lieux desservis : - - Gare desservie : Aucune | | | | | | | | |
| 3139  | Autre : - Zone traversée : 5. - Arrêts non accessibles aux UFR : — - Amplitudes horaires : | | | | | | | | |
| 3139  | Dernière actualisation : 19 mars 2025 | | | | | | | | |

### Lignes de 3140 à 3149
| Ligne | Caractéristiques | Caractéristiques | Caractéristiques | Caractéristiques | Caractéristiques | Caractéristiques | Caractéristiques | Caractéristiques | Caractéristiques |
| 3140  | Melun — Centre Culturel ⥋ Ozouer-le-Voulgis — Les Etards / Maincy — Place / Mairie de Chatres / Guignes — Les Sablons | Melun — Centre Culturel ⥋ Ozouer-le-Voulgis — Les Etards / Maincy — Place / Mairie de Chatres / Guignes — Les Sablons                | Melun — Centre Culturel ⥋ Ozouer-le-Voulgis — Les Etards / Maincy — Place / Mairie de Chatres / Guignes — Les Sablons                | Melun — Centre Culturel ⥋ Ozouer-le-Voulgis — Les Etards / Maincy — Place / Mairie de Chatres / Guignes — Les Sablons                | Melun — Centre Culturel ⥋ Ozouer-le-Voulgis — Les Etards / Maincy — Place / Mairie de Chatres / Guignes — Les Sablons                | Melun — Centre Culturel ⥋ Ozouer-le-Voulgis — Les Etards / Maincy — Place / Mairie de Chatres / Guignes — Les Sablons                | Melun — Centre Culturel ⥋ Ozouer-le-Voulgis — Les Etards / Maincy — Place / Mairie de Chatres / Guignes — Les Sablons                | Melun — Centre Culturel ⥋ Ozouer-le-Voulgis — Les Etards / Maincy — Place / Mairie de Chatres / Guignes — Les Sablons                | Melun — Centre Culturel ⥋ Ozouer-le-Voulgis — Les Etards / Maincy — Place / Mairie de Chatres / Guignes — Les Sablons                |
| ----- | --- | --- | --- | --- | --- | --- | --- | --- | --- |
| 3140  | Ouverture / Fermeture — / — | Longueur — | Durée 40-70 min | Nb. d’arrêts 24 | Matériel — | Jours de fonctionnement L, Ma, Me, J, V                                                                                              | Jour / Soir / Nuit / Fêtes O / N / N / N                                                                                             | Voy. / an — | Dépôt — |
| 3140  | Desserte : - Villes et lieux desservis : Melun, Voisenon, Rubelles, Saint-Germain-Laxis, Crisenoy, Guignes, Verneuil-l'Étang, Chaumes-en-Brie, Chatres, Maincy, Champdeuil, Yèbles, Courquetaine et Ozouer-le-Voulgis. - Gare desservie : Aucune | | | | | | | | |
| 3140  | Autre : - Zone traversée : 5. - Arrêts non accessibles aux UFR : — - Amplitudes horaires : - Particularités : | | | | | | | | |
| 3140  | Dernière actualisation : 20 mars 2025 | | | | | | | | |
| 3141  | Brie-Comte-Robert — Collège Georges Brassens ⥋ Brie-Comte-Robert — Ambroise Paré | Brie-Comte-Robert — Collège Georges Brassens ⥋ Brie-Comte-Robert — Ambroise Paré                                                     | Brie-Comte-Robert — Collège Georges Brassens ⥋ Brie-Comte-Robert — Ambroise Paré                                                     | Brie-Comte-Robert — Collège Georges Brassens ⥋ Brie-Comte-Robert — Ambroise Paré                                                     | Brie-Comte-Robert — Collège Georges Brassens ⥋ Brie-Comte-Robert — Ambroise Paré                                                     | Brie-Comte-Robert — Collège Georges Brassens ⥋ Brie-Comte-Robert — Ambroise Paré                                                     | Brie-Comte-Robert — Collège Georges Brassens ⥋ Brie-Comte-Robert — Ambroise Paré                                                     | Brie-Comte-Robert — Collège Georges Brassens ⥋ Brie-Comte-Robert — Ambroise Paré                                                     | Brie-Comte-Robert — Collège Georges Brassens ⥋ Brie-Comte-Robert — Ambroise Paré                                                     |
| 3141  | Ouverture / Fermeture — / — | Longueur — | Durée 10 min | Nb. d’arrêts 12 | Matériel — | Jours de fonctionnement L, Ma, Me, J, V                                                                                              | Jour / Soir / Nuit / Fêtes O / N / N / N                                                                                             | Voy. / an — | Dépôt — |
| 3141  | Desserte : - Villes et lieux desservis : Brie-Comte-Robert. - Gare desservie : Aucune | | | | | | | | |
| 3141  | Autre : - Zone traversée : 5. - Arrêts non accessibles aux UFR : — - Amplitudes horaires : | | | | | | | | |
| 3141  | Dernière actualisation : 20 mars 2025 | | | | | | | | |
| 3142  | Brie-Comte-Robert — Collège Arthur Chaussy ⥋ Brie-Comte-Robert — Ambroise Paré | Brie-Comte-Robert — Collège Arthur Chaussy ⥋ Brie-Comte-Robert — Ambroise Paré                                                       | Brie-Comte-Robert — Collège Arthur Chaussy ⥋ Brie-Comte-Robert — Ambroise Paré                                                       | Brie-Comte-Robert — Collège Arthur Chaussy ⥋ Brie-Comte-Robert — Ambroise Paré                                                       | Brie-Comte-Robert — Collège Arthur Chaussy ⥋ Brie-Comte-Robert — Ambroise Paré                                                       | Brie-Comte-Robert — Collège Arthur Chaussy ⥋ Brie-Comte-Robert — Ambroise Paré                                                       | Brie-Comte-Robert — Collège Arthur Chaussy ⥋ Brie-Comte-Robert — Ambroise Paré                                                       | Brie-Comte-Robert — Collège Arthur Chaussy ⥋ Brie-Comte-Robert — Ambroise Paré                                                       | Brie-Comte-Robert — Collège Arthur Chaussy ⥋ Brie-Comte-Robert — Ambroise Paré                                                       |
| 3142  | Ouverture / Fermeture — / — | Longueur — | Durée 15-20 min | Nb. d’arrêts 11 | Matériel — | Jours de fonctionnement L, Ma, Me, J, V                                                                                              | Jour / Soir / Nuit / Fêtes O / N / N / N                                                                                             | Voy. / an — | Dépôt — |
| 3142  | Desserte : - Villes et lieux desservis : Brie-Comte-Robert. - Gare desservie : Aucune | | | | | | | | |
| 3142  | Autre : - Zone traversée : 5. - Arrêts non accessibles aux UFR : — - Amplitudes horaires : - Particularités : | | | | | | | | |
| 3142  | Dernière actualisation : 20 mars 2025 | | | | | | | | |
| 3143  | Melun — Robert Schuman ou Trois Horloges / Vaux-le-Pénil — Moustier ⥋ Crisenoy — Suscy sous Yèbles / Ozouer-le-Voulgis — Les Etards | Melun — Robert Schuman ou Trois Horloges / Vaux-le-Pénil — Moustier ⥋ Crisenoy — Suscy sous Yèbles / Ozouer-le-Voulgis — Les Etards  | Melun — Robert Schuman ou Trois Horloges / Vaux-le-Pénil — Moustier ⥋ Crisenoy — Suscy sous Yèbles / Ozouer-le-Voulgis — Les Etards  | Melun — Robert Schuman ou Trois Horloges / Vaux-le-Pénil — Moustier ⥋ Crisenoy — Suscy sous Yèbles / Ozouer-le-Voulgis — Les Etards  | Melun — Robert Schuman ou Trois Horloges / Vaux-le-Pénil — Moustier ⥋ Crisenoy — Suscy sous Yèbles / Ozouer-le-Voulgis — Les Etards  | Melun — Robert Schuman ou Trois Horloges / Vaux-le-Pénil — Moustier ⥋ Crisenoy — Suscy sous Yèbles / Ozouer-le-Voulgis — Les Etards  | Melun — Robert Schuman ou Trois Horloges / Vaux-le-Pénil — Moustier ⥋ Crisenoy — Suscy sous Yèbles / Ozouer-le-Voulgis — Les Etards  | Melun — Robert Schuman ou Trois Horloges / Vaux-le-Pénil — Moustier ⥋ Crisenoy — Suscy sous Yèbles / Ozouer-le-Voulgis — Les Etards  | Melun — Robert Schuman ou Trois Horloges / Vaux-le-Pénil — Moustier ⥋ Crisenoy — Suscy sous Yèbles / Ozouer-le-Voulgis — Les Etards  |
| 3143  | Ouverture / Fermeture — / — | Longueur — | Durée 25-70 min | Nb. d’arrêts 15 | Matériel — | Jours de fonctionnement L, Ma, Me, J, V, S                                                                                           | Jour / Soir / Nuit / Fêtes O / N / N / N                                                                                             | Voy. / an — | Dépôt — |
| 3143  | Desserte : - Villes et lieux desservis : Melun, Vaux-le-Pénil, Maincy, Saint-Germain-Laxis, Crisenoy, Champdeuil, Yèbles, Courquetaine et Ozouer-le-Voulgis. - Gare desservie : Aucune                                                           | | | | | | | | |
| 3143  | Autre : - Zone traversée : 5. - Arrêts non accessibles aux UFR : — - Amplitudes horaires : - Particularités : | | | | | | | | |
| 3143  | Dernière actualisation : 20 mars 2025 | | | | | | | | |
| 3144  | Gare d'Ozoir-la-Ferrière ⥋ Férolles-Attilly — La Borde | Gare d'Ozoir-la-Ferrière ⥋ Férolles-Attilly — La Borde                                                                               | Gare d'Ozoir-la-Ferrière ⥋ Férolles-Attilly — La Borde                                                                               | Gare d'Ozoir-la-Ferrière ⥋ Férolles-Attilly — La Borde                                                                               | Gare d'Ozoir-la-Ferrière ⥋ Férolles-Attilly — La Borde                                                                               | Gare d'Ozoir-la-Ferrière ⥋ Férolles-Attilly — La Borde                                                                               | Gare d'Ozoir-la-Ferrière ⥋ Férolles-Attilly — La Borde                                                                               | Gare d'Ozoir-la-Ferrière ⥋ Férolles-Attilly — La Borde                                                                               | Gare d'Ozoir-la-Ferrière ⥋ Férolles-Attilly — La Borde                                                                               |
| 3144  | Ouverture / Fermeture — / — | Longueur — | Durée 25-30 min | Nb. d’arrêts 13 | Matériel — | Jours de fonctionnement L, Ma, Me, J, V                                                                                              | Jour / Soir / Nuit / Fêtes O / N / N / N                                                                                             | Voy. / an — | Dépôt — |
| 3144  | Desserte : - Villes et lieux desservis : Ozoir-la-Ferrière, Lésigny, et Férolles-Attilly. - Gare desservie : Ozoir-la-Ferrière (RER E et Transilien P).                                                                                          | | | | | | | | |
| 3144  | Autre : - Zone traversée : 5. - Arrêts non accessibles aux UFR : — - Amplitudes horaires : - Particularités : | | | | | | | | |
| 3144  | Dernière actualisation : 20 mars 2025 | | | | | | | | |
| 3145  | Gare d'Ozoir-la-Ferrière ⥋ Ozoir-la-Ferrière — Poirier | Gare d'Ozoir-la-Ferrière ⥋ Ozoir-la-Ferrière — Poirier                                                                               | Gare d'Ozoir-la-Ferrière ⥋ Ozoir-la-Ferrière — Poirier                                                                               | Gare d'Ozoir-la-Ferrière ⥋ Ozoir-la-Ferrière — Poirier                                                                               | Gare d'Ozoir-la-Ferrière ⥋ Ozoir-la-Ferrière — Poirier                                                                               | Gare d'Ozoir-la-Ferrière ⥋ Ozoir-la-Ferrière — Poirier                                                                               | Gare d'Ozoir-la-Ferrière ⥋ Ozoir-la-Ferrière — Poirier                                                                               | Gare d'Ozoir-la-Ferrière ⥋ Ozoir-la-Ferrière — Poirier                                                                               | Gare d'Ozoir-la-Ferrière ⥋ Ozoir-la-Ferrière — Poirier                                                                               |
| 3145  | Ouverture / Fermeture — / — | Longueur — | Durée 15-20 min | Nb. d’arrêts 14 | Matériel — | Jours de fonctionnement L, Ma, Me, J, V                                                                                              | Jour / Soir / Nuit / Fêtes O / N / O / O                                                                                             | Voy. / an — | Dépôt — |
| 3145  | Desserte : - Villes et lieux desservis : Ozoir-la-Ferrière. - Gare desservie : Ozoir-la-Ferrière (RER E et Transilien P). | | | | | | | | |
| 3145  | Autre : - Zone traversée : 5. - Arrêts non accessibles aux UFR : — - Amplitudes horaires : - Particularités : | | | | | | | | |
| 3145  | Dernière actualisation : 20 mars 2025 | | | | | | | | |
| 3146  | Gare de Marles-en-Brie / Tournan-en-Brie — Collège Vermay ⥋ Crèvecœur-en-Brie — Place Saint-Jean / La Houssaye-en-Brie — Le Calvaire | Gare de Marles-en-Brie / Tournan-en-Brie — Collège Vermay ⥋ Crèvecœur-en-Brie — Place Saint-Jean / La Houssaye-en-Brie — Le Calvaire | Gare de Marles-en-Brie / Tournan-en-Brie — Collège Vermay ⥋ Crèvecœur-en-Brie — Place Saint-Jean / La Houssaye-en-Brie — Le Calvaire | Gare de Marles-en-Brie / Tournan-en-Brie — Collège Vermay ⥋ Crèvecœur-en-Brie — Place Saint-Jean / La Houssaye-en-Brie — Le Calvaire | Gare de Marles-en-Brie / Tournan-en-Brie — Collège Vermay ⥋ Crèvecœur-en-Brie — Place Saint-Jean / La Houssaye-en-Brie — Le Calvaire | Gare de Marles-en-Brie / Tournan-en-Brie — Collège Vermay ⥋ Crèvecœur-en-Brie — Place Saint-Jean / La Houssaye-en-Brie — Le Calvaire | Gare de Marles-en-Brie / Tournan-en-Brie — Collège Vermay ⥋ Crèvecœur-en-Brie — Place Saint-Jean / La Houssaye-en-Brie — Le Calvaire | Gare de Marles-en-Brie / Tournan-en-Brie — Collège Vermay ⥋ Crèvecœur-en-Brie — Place Saint-Jean / La Houssaye-en-Brie — Le Calvaire | Gare de Marles-en-Brie / Tournan-en-Brie — Collège Vermay ⥋ Crèvecœur-en-Brie — Place Saint-Jean / La Houssaye-en-Brie — Le Calvaire |
| 3146  | Ouverture / Fermeture — / — | Longueur — | Durée 15-30 min | Nb. d’arrêts 20 | Matériel — | Jours de fonctionnement L, Ma, Me, J, V                                                                                              | Jour / Soir / Nuit / Fêtes O / N / N / N                                                                                             | Voy. / an — | Dépôt — |
| 3146  | Desserte : - Villes et lieux desservis : La Houssaye-en-Brie, Tournan-en-Brie, Les Chapelles-Bourbon et Crèvecœur-en-Brie. - Gare desservie : Marles-en-Brie (Transilien P) et Tournan (RER E et Transilien P).                                  | | | | | | | | |
| 3146  | Autre : - Zone traversée : 5. - Arrêts non accessibles aux UFR : — - Amplitudes horaires : - Particularités : | | | | | | | | |
| 3146  | Dernière actualisation : 20 mars 2025 | | | | | | | | |
| 3147  | Gare de Tournan / Tournan-en-Brie — Collège Vermay ⥋ Chatres — Coffry / Ecole de Liverdy-en-Brie | Gare de Tournan / Tournan-en-Brie — Collège Vermay ⥋ Chatres — Coffry / Ecole de Liverdy-en-Brie                                     | Gare de Tournan / Tournan-en-Brie — Collège Vermay ⥋ Chatres — Coffry / Ecole de Liverdy-en-Brie                                     | Gare de Tournan / Tournan-en-Brie — Collège Vermay ⥋ Chatres — Coffry / Ecole de Liverdy-en-Brie                                     | Gare de Tournan / Tournan-en-Brie — Collège Vermay ⥋ Chatres — Coffry / Ecole de Liverdy-en-Brie                                     | Gare de Tournan / Tournan-en-Brie — Collège Vermay ⥋ Chatres — Coffry / Ecole de Liverdy-en-Brie                                     | Gare de Tournan / Tournan-en-Brie — Collège Vermay ⥋ Chatres — Coffry / Ecole de Liverdy-en-Brie                                     | Gare de Tournan / Tournan-en-Brie — Collège Vermay ⥋ Chatres — Coffry / Ecole de Liverdy-en-Brie                                     | Gare de Tournan / Tournan-en-Brie — Collège Vermay ⥋ Chatres — Coffry / Ecole de Liverdy-en-Brie                                     |
| 3147  | Ouverture / Fermeture — / — | Longueur — | Durée 15-25 min | Nb. d’arrêts 14 | Matériel — | Jours de fonctionnement L, Ma, Me, J, V                                                                                              | Jour / Soir / Nuit / Fêtes O / N / N / N                                                                                             | Voy. / an — | Dépôt — |
| 3147  | Desserte : - Villes et lieux desservis : Tournan-en-Brie, Presles-en-Brie, Liverdy-en-Brie et Chatres. - Gare desservie : Tournan (RER E et Transilien P).                                                                                       | | | | | | | | |
| 3147  | Autre : - Zone traversée : 5. - Arrêts non accessibles aux UFR : — - Amplitudes horaires : - Particularités : | | | | | | | | |
| 3147  | Dernière actualisation : 20 mars 2025 | | | | | | | | |
| 3148  | Gare de Noisiel ⥋ Brie-Comte-Robert — Victor Hugo ou Rendez-vous Château / Lésigny — Centre Commercial ou Réveillon PLR | Gare de Noisiel ⥋ Brie-Comte-Robert — Victor Hugo ou Rendez-vous Château / Lésigny — Centre Commercial ou Réveillon PLR              | Gare de Noisiel ⥋ Brie-Comte-Robert — Victor Hugo ou Rendez-vous Château / Lésigny — Centre Commercial ou Réveillon PLR              | Gare de Noisiel ⥋ Brie-Comte-Robert — Victor Hugo ou Rendez-vous Château / Lésigny — Centre Commercial ou Réveillon PLR              | Gare de Noisiel ⥋ Brie-Comte-Robert — Victor Hugo ou Rendez-vous Château / Lésigny — Centre Commercial ou Réveillon PLR              | Gare de Noisiel ⥋ Brie-Comte-Robert — Victor Hugo ou Rendez-vous Château / Lésigny — Centre Commercial ou Réveillon PLR              | Gare de Noisiel ⥋ Brie-Comte-Robert — Victor Hugo ou Rendez-vous Château / Lésigny — Centre Commercial ou Réveillon PLR              | Gare de Noisiel ⥋ Brie-Comte-Robert — Victor Hugo ou Rendez-vous Château / Lésigny — Centre Commercial ou Réveillon PLR              | Gare de Noisiel ⥋ Brie-Comte-Robert — Victor Hugo ou Rendez-vous Château / Lésigny — Centre Commercial ou Réveillon PLR              |
| 3148  | Ouverture / Fermeture — / — | Longueur — | Durée 20-60 min | Nb. d’arrêts 34 | Matériel — | Jours de fonctionnement L, Ma, Me, J, V, S                                                                                           | Jour / Soir / Nuit / Fêtes O / N / N / N                                                                                             | Voy. / an — | Dépôt — |
| 3148  | Desserte : - Villes et lieux desservis : Noisiel, Lésigny, Servon et Brie-Comte-Robert. - Gare desservie : Noisiel (RER A). | | | | | | | | |
| 3148  | Autre : - Zone traversée : 5. - Arrêts non accessibles aux UFR : — - Amplitudes horaires : - Particularités : | | | | | | | | |
| 3148  | Dernière actualisation : 20 mars 2025 | | | | | | | | |

### Ligne Express 7716
| Ligne | Caractéristiques | Caractéristiques | Caractéristiques | Caractéristiques | Caractéristiques | Caractéristiques | Caractéristiques | Caractéristiques | Caractéristiques |
| 7716  | Gare de Lieusaint - Moissy / Brie-Comte-Robert — Place des Minimes ⥋ Gare d'Ozoir-la-Ferrière / Gare du Val d'Europe | Gare de Lieusaint - Moissy / Brie-Comte-Robert — Place des Minimes ⥋ Gare d'Ozoir-la-Ferrière / Gare du Val d'Europe | Gare de Lieusaint - Moissy / Brie-Comte-Robert — Place des Minimes ⥋ Gare d'Ozoir-la-Ferrière / Gare du Val d'Europe | Gare de Lieusaint - Moissy / Brie-Comte-Robert — Place des Minimes ⥋ Gare d'Ozoir-la-Ferrière / Gare du Val d'Europe | Gare de Lieusaint - Moissy / Brie-Comte-Robert — Place des Minimes ⥋ Gare d'Ozoir-la-Ferrière / Gare du Val d'Europe | Gare de Lieusaint - Moissy / Brie-Comte-Robert — Place des Minimes ⥋ Gare d'Ozoir-la-Ferrière / Gare du Val d'Europe | Gare de Lieusaint - Moissy / Brie-Comte-Robert — Place des Minimes ⥋ Gare d'Ozoir-la-Ferrière / Gare du Val d'Europe | Gare de Lieusaint - Moissy / Brie-Comte-Robert — Place des Minimes ⥋ Gare d'Ozoir-la-Ferrière / Gare du Val d'Europe | Gare de Lieusaint - Moissy / Brie-Comte-Robert — Place des Minimes ⥋ Gare d'Ozoir-la-Ferrière / Gare du Val d'Europe |
| ----- | --- | --- | --- | --- | --- | --- | --- | --- | --- |
| 7716  | Ouverture / Fermeture — / — | Longueur — | Durée 40-50 min | Nb. d’arrêts 22 | Matériel Autocars | Jours de fonctionnement L, Ma, Me, J, V, S                                                                           | Jour / Soir / Nuit / Fêtes O / N / N / N                                                                             | Voy. / an — | Dépôt Brie-Comte-Robert Gretz-Armainvilliers                                                                         |
| 7716  | Desserte : - Villes et lieux desservis : Lieusaint, Brie-Comte-Robert, Chevry-Cossigny, Ozoir-la-Ferrière et Serris. - Gares desservies : Lieusaint - Moissy (RER D), Ozoir-la-Ferrière (RER E) et Val d'Europe (RER A) | | | | | | | | |
| 7716  | Autre : - Zone traversée : 5. - Arrêts non accessibles aux UFR : — - Amplitudes horaires : - Particularités : | | | | | | | | |
| 7716  | Dernière actualisation : 15 mars 2025 | | | | | | | | |

### Lignes Soirée
| Ligne  | Caractéristiques | Caractéristiques                                         | Caractéristiques                                         | Caractéristiques                                         | Caractéristiques                                         | Caractéristiques                                         | Caractéristiques                                         | Caractéristiques                                         | Caractéristiques                                         |
| Soirée | Soirée Ozoir-la-Ferrière | Soirée Ozoir-la-Ferrière                                 | Soirée Ozoir-la-Ferrière                                 | Soirée Ozoir-la-Ferrière                                 | Soirée Ozoir-la-Ferrière                                 | Soirée Ozoir-la-Ferrière                                 | Soirée Ozoir-la-Ferrière                                 | Soirée Ozoir-la-Ferrière                                 | Soirée Ozoir-la-Ferrière                                 |
| Soirée | Gare d'Ozoir-la-Ferrière ⥋ Desserte de la zone en soirée | Gare d'Ozoir-la-Ferrière ⥋ Desserte de la zone en soirée | Gare d'Ozoir-la-Ferrière ⥋ Desserte de la zone en soirée | Gare d'Ozoir-la-Ferrière ⥋ Desserte de la zone en soirée | Gare d'Ozoir-la-Ferrière ⥋ Desserte de la zone en soirée | Gare d'Ozoir-la-Ferrière ⥋ Desserte de la zone en soirée | Gare d'Ozoir-la-Ferrière ⥋ Desserte de la zone en soirée | Gare d'Ozoir-la-Ferrière ⥋ Desserte de la zone en soirée | Gare d'Ozoir-la-Ferrière ⥋ Desserte de la zone en soirée |
| ------ | --- | -------------------------------------------------------- | -------------------------------------------------------- | -------------------------------------------------------- | -------------------------------------------------------- | -------------------------------------------------------- | -------------------------------------------------------- | -------------------------------------------------------- | -------------------------------------------------------- |
| Soirée | Ouverture / Fermeture 1er janvier 2023 / — | Longueur —                                               | Durée —                                                  | Nb. d’arrêts 17                                          | Matériel —                                               | Jours de fonctionnement L, Ma, Me, J, V                  | Jour / Soir / Nuit / Fêtes N / O / N / N                 | Voy. / an —                                              | Dépôt —                                                  |
| Soirée | Desserte : - Villes et lieux desservis : Ozoir-la-Ferrière - Gare desservie : Gare d'Ozoir-la-Ferrière |                                                          |                                                          |                                                          |                                                          |                                                          |                                                          |                                                          |                                                          |
| Soirée | Autre : - Zone traversée : 5. - Arrêts non accessibles aux UFR : — - Amplitudes horaires : La ligne fonctionne du lundi au vendredi soir à raison de cinq départs entre 20 h et 22 h 5. - Substitution nocturne : Ce service remplace les lignes de journée et dépose les voyageurs aux arrêts demandés, sans itinéraire fixe. - Date de dernière mise à jour : 8 janvier 2023.     |                                                          |                                                          |                                                          |                                                          |                                                          |                                                          |                                                          |                                                          |
| Soirée | Dernière actualisation : — |                                                          |                                                          |                                                          |                                                          |                                                          |                                                          |                                                          |                                                          |
| Soirée | Soirée Tournan-en-Brie | Soirée Tournan-en-Brie                                   | Soirée Tournan-en-Brie                                   | Soirée Tournan-en-Brie                                   | Soirée Tournan-en-Brie                                   | Soirée Tournan-en-Brie                                   | Soirée Tournan-en-Brie                                   | Soirée Tournan-en-Brie                                   | Soirée Tournan-en-Brie                                   |
| Soirée | Gare de Tournan ⥋ Desserte de la zone en soirée |                                                          |                                                          |                                                          |                                                          |                                                          |                                                          |                                                          |                                                          |
| Soirée | Ouverture / Fermeture 1er janvier 2023 / — | Longueur —                                               | Durée —                                                  | Nb. d’arrêts 11                                          | Matériel —                                               | Jours de fonctionnement L, Ma, Me, J, V                  | Jour / Soir / Nuit / Fêtes N / O / N / N                 | Voy. / an —                                              | Dépôt —                                                  |
| Soirée | Desserte : - Villes et lieux desservis : Tournan-en-Brie et Gretz-Armainvilliers - Gare desservie : Gare de Tournan |                                                          |                                                          |                                                          |                                                          |                                                          |                                                          |                                                          |                                                          |
| Soirée | Autre : - Zone traversée : 5. - Arrêts non accessibles aux UFR : — - Amplitudes horaires : La ligne fonctionne du lundi au vendredi soir à raison de trois départs entre 20 h et 21 h 55. - Substitution nocturne : Ce service remplace les lignes de journée et dépose les voyageurs aux arrêts demandés, sans itinéraire fixe. - Date de dernière mise à jour : 8 janvier 2023.   |                                                          |                                                          |                                                          |                                                          |                                                          |                                                          |                                                          |                                                          |
| Soirée | Dernière actualisation : — |                                                          |                                                          |                                                          |                                                          |                                                          |                                                          |                                                          |                                                          |
| Soirée | Soirée Gretz-Armainvilliers | Soirée Gretz-Armainvilliers                              | Soirée Gretz-Armainvilliers                              | Soirée Gretz-Armainvilliers                              | Soirée Gretz-Armainvilliers                              | Soirée Gretz-Armainvilliers                              | Soirée Gretz-Armainvilliers                              | Soirée Gretz-Armainvilliers                              | Soirée Gretz-Armainvilliers                              |
| Soirée | Gare de Gretz-Armainvilliers ⥋ Desserte de la zone en soirée |                                                          |                                                          |                                                          |                                                          |                                                          |                                                          |                                                          |                                                          |
| Soirée | Ouverture / Fermeture 1er janvier 2023 / — | Longueur —                                               | Durée —                                                  | Nb. d’arrêts 13                                          | Matériel —                                               | Jours de fonctionnement L, Ma, Me, J, V                  | Jour / Soir / Nuit / Fêtes N / O / N / N                 | Voy. / an —                                              | Dépôt —                                                  |
| Soirée | Desserte : - Villes et lieux desservis : Gretz-Armainvilliers - Gare desservie : Gare de Gretz-Armainvilliers |                                                          |                                                          |                                                          |                                                          |                                                          |                                                          |                                                          |                                                          |
| Soirée | Autre : - Zone traversée : 5. - Arrêts non accessibles aux UFR : — - Amplitudes horaires : La ligne fonctionne du lundi au vendredi soir à raison de deux départs entre 20 h 35 et 21 h 40. - Substitution nocturne : Ce service remplace les lignes de journée et dépose les voyageurs aux arrêts demandés, sans itinéraire fixe. - Date de dernière mise à jour : 8 janvier 2023. |                                                          |                                                          |                                                          |                                                          |                                                          |                                                          |                                                          |                                                          |
| Soirée | Dernière actualisation : — |                                                          |                                                          |                                                          |                                                          |                                                          |                                                          |                                                          |                                                          |

### Transport à la Demande (TàD)
Le réseau de bus est complété par des services de transport à la demande : le TàD 3144, le TàD 3149 et le TàD Gretz - Tournan.

## Gestion et exploitation
Les réseaux de transports en commun franciliens sont organisés par Île-de-France Mobilités. L'exploitation du réseau de bus Pays Briard revient à Keolis Portes et Val de Brie depuis le 1er janvier 2023.

### Parc de véhicules

#### Dépôts
Les dépôts ont pour mission de remiser les différents véhicules, mais également d'assurer leur entretien préventif et curatif. L'entretien curatif ou correctif a lieu quand une panne ou un dysfonctionnement est signalé par un machiniste.
Le nouvel exploitant récupère le Centre Opérationnel Bus (COB) de Brie-Comte-Robert, appartenant auparavant à Transdev SETRA, ainsi que des dépôts appartenant auparavant aux filiales de Transdev à Guignes, Rozay-en-Brie, Nangis et Gretz-Armainvilliers.

#### Détails du parc
Le réseau de bus du Pays Briard dispose d'un parc de minibus, autobus standards, articulés, et autocars interurbains :

#### Minibus
| Constructeur | Modèle         | Nombre | Numéros de parc | Période de mise en service         | Affectation            | Observations                                         |
| ------------ | -------------- | ------ | --------------- | ---------------------------------- | ---------------------- | ---------------------------------------------------- |
| Citroën      | Jumper II TPMR | 1      | Inconnu         | Depuis Mars 2022                   | Transport à la Demande | -                                                    |
| Fiat         | Ducato II TPMR | 1      | 100426          | Depuis Octobre 2010                | Transport à la Demande | -                                                    |
| Iveco Bus    | Daily Line     | 2      | 226010-226011   | Entre Janvier 2020 et Février 2020 | Transport à la Demande | Ex-Transdev N'4 Mobilités depuis le 1er janvier 2023 |

#### Autobus standards
| Constructeur  | Modèle          | Nombre | Numéros de parc                               | Période de mise en service        | Affectation        | Observations |
| ------------- | --------------- | ------ | --------------------------------------------- | --------------------------------- | ------------------ | --- |
| Heuliez Bus   | GX 327          | 1      | 221667                                        | Depuis Août 2013                  | 423 3101 3102      | Ex-Transdev Rambouillet depuis le 1er janvier 2023                                                                           |
| Heuliez Bus   | GX 337          | 11     | 221668-221671 ; 221673-221675 ; 221677-221680 | Entre Juin 2014 et Décembre 2018  | 423 3101 3102      | Ex-Transdev SETRA depuis le 1er janvier 2023                                                                                 |
| Iveco Bus     | Urbanway 12 GNV | 7      | 209284-209288 ; 241111-241112                 | Entre Décembre 2020 et Avril 2024 | 423                | 209284-209288 : Ex-Transdev SETRA depuis le 1er janvier 2023                                                                 |
| Mercedes-Benz | Citaro C2       | 2      | 221672 ; 221676                               | Entre Juin 2015 et Décembre 2017  | 423 3101 3102 3106 | 221672 : Ex-Transdev Saint-Fargeau-Ponthierry depuis le 1er janvier 2023 221676 : Ex-Transdev TRA depuis le 1er janvier 2023 |

#### Autobus articulés
| Constructeur | Modèle          | Nombre | Numéros de parc        | Période de mise en service          | Affectation    | Observations                                                 |
| ------------ | --------------- | ------ | ---------------------- | ----------------------------------- | -------------- | ------------------------------------------------------------ |
| Heuliez Bus  | GX 427          | 3      | 222123-222125          | Entre Octobre 2011 et Août 2013     | 423            | Ex-Transdev SETRA depuis le 1er janvier 2023                 |
| Heuliez Bus  | GX 437          | 1      | 222126                 | Depuis Octobre 2016                 | 423            | Ex-Transdev SETRA depuis le 1er janvier 2023                 |
| Iveco Bus    | Urbanway 12 GNV | 4      | 222129-222131 ; 242101 | Entre Octobre 2020 et Décembre 2024 | 423            | 222129-222131 : Ex-Transdev SETRA depuis le 1er janvier 2023 |
| Volvo        | 7900 A Hybrid   | 1      | 222127                 | Depuis Octobre 2016                 | 3111 3112 3113 | Ex-Transdev N'4 Mobilités depuis le 1er janvier 2023         |

#### Autocars interurbains
| Constructeur     | Modèle              | Nombre | Numéros de parc                                                                            | Période de mise en service            | Affectation | Observations |
| ---------------- | ------------------- | ------ | ------------------------------------------------------------------------------------------ | ------------------------------------- | --- | --- |
| Fast Concept Car | Scoler 3 Jumbo      | 1      | 227594                                                                                     | Depuis Août 2009                      | - | Ex-Transdev Darche Gros depuis le 1er janvier 2023 |
| Irisbus          | Arway               | 1      | 227589                                                                                     | Depuis Novembre 2008                  | - | Ex-Transdev N'4 Mobilités depuis le 1er janvier 2023 |
| Irisbus          | Crossway            | 15     | 227611-227616 ; 227618-227619 ; 227623-227628 ; 227633                                     | Entre Août 2011 et Décembre 2013      | 3115 3116 3117 3122 3124 3128 3129 3131 3132 3134                                                                                 | 227611-227613, 227618-227619, 227623-227628 et 227633 : Ex-Transdev Darche Gros depuis le 1er janvier 2023 227614-227615 : Ex-Transdev N'4 Mobilités depuis le 1er janvier 2023 227616 : Ex-Transdev AMV depuis le 1er janvier 2023 |
| Irisbus          | Récréo II           | 21     | 227588 ; 227591-227593 ; 227600-227601 ; 227603-227610 ; 227620-227622 ; 227629-227632     | Entre Novembre 2007 et Septembre 2013 | 3103 3104 3114 3115 3116 3117 3118 3119 3120 3121 3122 3123 3124 3128 3129 3131 3132 3134 3135 3136 3138 3140 3143 3147 3148 7716 | 227588, 227591-227593, 227600-227601 : Ex-Transdev Darche Gros depuis le 1er janvier 2023 227603-227610, 227620-227622, 227629-227632 : Ex-Transdev N'4 Mobilités depuis le 1er janvier 2023 |
| Iveco Bus        | Crossway High Value | 53     | 227260 ; 227634-227671 ; 227682-227695                                                     | Entre Août 2014 et Juin 2020          | 3103 3104 3114 3115 3116 3117 3118 3119 3120 3121 3122 3123 3124 3128 3129 3131 3132 3134 3135 3136 3138 3140 3143 3147 3148 7716 | 227260, 227635-227639, 227647-227649, 227654-227659, 227664-227667, 227669-227671, 227684-227685, 227688-227689, 227691 et 227693-227695 : Ex-Transdev Darche Gros depuis le 1er janvier 2023 227634, 227640-227646, 227650-227653, 227660-227663, 227668, 227683, 227686-227687, 227690 et 227692 : Ex-Transdev N'4 Mobilités depuis le 1er janvier 2023 |
| Iveco Bus        | Crossway LE Line    | 5      | 227675-227678 ; 227680                                                                     | Entre Janvier 2019 et Février 2019    | 3101 3102 3121 | Ex-Transdev SETRA depuis le 1er janvier 2023 227679 a été réformé à la suite d'un accident de la route le 20 septembre 2024 |
| Iveco Bus        | Crossway Line NP    | 20     | 207028 ; 207044 ; 217005-217012 ; 247014 ; 247079-247083 ; 247153 ; 247155-247156 ; 247158 | Entre Novembre 2020 et Décembre 2024  | 3101 3102 3106 3121 3148 7716 | 207028, 207044, 217005-217012 : Ex-Transdev SETRA depuis le 1er janvier 2023 |
| Mercedes-Benz    | Intouro II          | 1      | 227681                                                                                     | Depuis Septembre 2019                 | 3101 31023121 3148 7716 | Ex-Transdev SETRA depuis le 1er janvier 2023 |
| Mercedes-Benz    | Intouro II M        | 10     | 205091-205096 ; 227602 ; 227672-227674                                                     | Entre Août 2010 et Octobre 2020       | 3106 3121 3122 3124 3128 3129 3131 3132                                                                                           | 227602 : Ex-Transdev SETRA depuis le 1er janvier 2023 227672-227674 : Ex-Transdev Saint-Fargeau-Ponthierry depuis le 1er janvier 2023 205091 et 205093 : Ex-Keolis Seine Val-de-Marne depuis le 1er août 2023 205092, 205094-205096 : Ex-Keolis Seine Val-de-Marne depuis le 1er janvier 2024                                                             |
| Mercedes-Benz    | Intouro II ME       | 4      | 227597-227599 ; 227617                                                                     | Entre Décembre 2009 et Juillet 2012   | 3103 3114 3115 3116 3118 3145 3147                                                                                                | 227597-227599 : Ex-Transdev N'4 Mobilités depuis le 1er janvier 2023 227617 : Ex-Transdev Saint-Fargeau-Ponthierry depuis le 1er janvier 2023 |
| Temsa            | Tourmalin Box       | 2      | 227584-227585                                                                              | Depuis Septembre 2006                 | - | Ex-Transdev Darche Gros depuis le 1er janvier 2023 |

### Tarification et fonctionnement
La tarification des lignes d'autobus d'Île-de-France est unifiée et accessible avec les mêmes abonnements. Un ticket « bus-tram », qui remplace le ticket t+ au 1er janvier 2025, permet un trajet simple quelle que soit la distance, avec une ou plusieurs correspondances possibles avec les autres lignes de bus et de tramway pendant une durée maximale de 1 h 30 entre la première et dernière validation. En revanche, un ticket validé dans un bus ne permet pas d'emprunter le métro, ni le Transilien et le RER. Les lignes Orlybus et Roissybus, assurant de façon directe les dessertes aéroportuaires via autoroute, disposent d'une tarification spécifique mais sont accessibles avec les abonnements habituels.
Les tarifs des billets et abonnements dont le montant est limité par décision politique ne couvrent pas les frais réels de transport. Le manque à gagner est compensé par l'autorité organisatrice, Île-de-France Mobilités, présidée depuis 2005 par le président du conseil régional d'Île-de-France et composé d'élus locaux. Elle définit les conditions générales d'exploitation ainsi que la durée et la fréquence des services. L'équilibre financier du fonctionnement est assuré par une dotation globale annuelle aux transporteurs de la région grâce au versement mobilité payé par les entreprises et aux contributions des collectivités publiques.

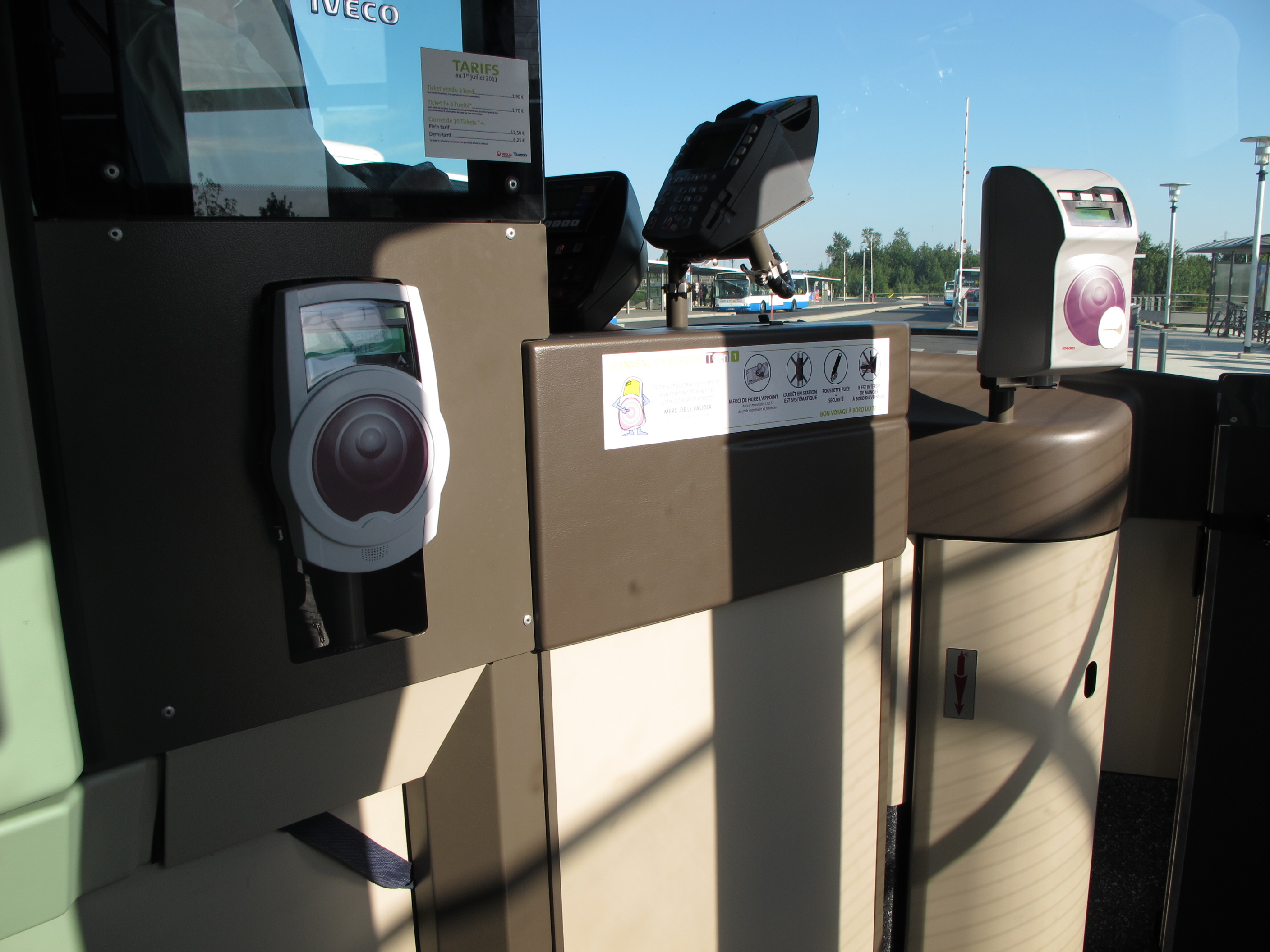
Validateurs pour passes Navigo (à gauche) et pour tickets carton (à droite) présents dans les bus et tramway.

L'achat de ticket par SMS est possible depuis 2018, en envoyant BRIARD au 93100 (coût de 2,50€ depuis le 1er janvier 2023 prélevé sur la facture de téléphonie mobile). Ce ticket SMS est valable 1 h sans correspondance.